# Football Club Crotone
Il Football Club Crotone, meglio noto come Crotone, è una società calcistica italiana, con sede nella città di Crotone. Milita in Serie C, la terza divisione del campionato italiano di calcio.
Fu costituita il 20 settembre 1910 con la denominazione di “S.S. Crotona”, ma fu affiliata alla FIGC e partecipò ai primi tornei del calcio italiano nel 1921. Il club fu rifondato nel 1945, dopo la guerra, assumendo il nome di US Crotone. Il sodalizio fallì nel 1979, quando venne rifondato con il nome di AS Crotone, che cambierà più volte denominazione fino all'esclusione dai ranghi della FIGC, nel 1991. Per dare continuità al calcio crotonese un'altra società cittadina chiamata A.P. Nuova Crotone M.J. divenne la naturale continuazione del vecchio sodalizio. L'attuale denominazione fu assunta al termine della stagione 2000-2001, nel campionato di debutto in Serie B.
I colori sociali sono il rosso e il blu. Disputa le partite casalinghe allo stadio Ezio Scida.
Nel 2016 ha partecipato per la prima volta al campionato di Serie A, dove ha disputato tre stagioni complessive, occupandone il 56º posto della classifica perpetua dal 1929 ed il 66° della tradizione sportiva in Italia.

## Storia

### Dalle origini agli anni settanta

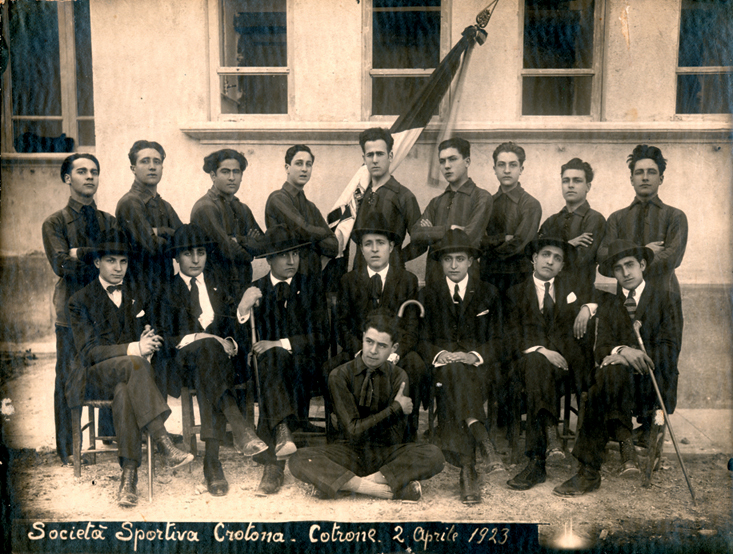
Foto ufficiale della Società Sportiva Crotona. In piedi da sinistra: De Pace, Ombrello, Pugliese, Alfì, Zurlo, De Sole, Torromino, Ciliberto, Cavaliere. Seduti da sinistra: Liguori, De Miglio, G. Asturi, A. Asturi (presidente), Salviati, Lupia, Cadoni. Seduto per terra: Mori. Foto scattata il 2 aprile 1923 davanti al Regio Istituto Tecnico di Crotone.

La prima società calcistica crotonese nasce il 20 settembre 1910 con il nome di Società Sportiva Crotona. Il primo consiglio di presidenza è costituito da F. Turano, A. Lucifero, Francesco Torromino e M. Morace. Partecipa ai tornei minori, con qualche apparizione in Prima Divisione Calabra. Le partite vengono disputate al Campo Sportivo della Marinella, in terra battuta e ubicato in prossimità del lungomare cittadino, e i giocatori sono per la maggior parte gente del luogo che gioca a calcio per passione.
La società cambia denominazione durante gli anni venti e trenta: il nome di Società Sportiva Milone è chiaramente un riferimento al grande atleta crotoniate che dominava nei primi giochi olimpici ai tempi della Magna Graecia. Durante il ventennio fascista la società viene ribattezzata Società Sportiva Fascista Crotone.
Al termine del periodo di inattività per motivi bellici, nel 1945 ha inizio l'era ventennale del presidente Silvio Messinetti.
La squadra crotonese si iscrive al campionato di Serie C con la nuova denominazione di Unione Sportiva Crotone. A Crotone arriva l'allenatore ungherese Lajos Politzer e nel campionato 1946-1947 i rossoblù sfiorano la Serie B, venendo sconfitti negli spareggi da Messina e Reggina. La stagione 1950-1951 termina con una salvezza. Il giocatore dell'anno è senz'altro Luciano Comaschi, esterno di ruolo, che mette a segno ben 7 gol in 23 partite, attirando su di sé le attenzioni del Napoli che a giugno lo ingaggia facendolo esordire in Serie A.
Nel 1951-1952 la squadra retrocede in quarta serie, nonostante un discreto decimo posto in campionato, a seguito del riordinamento strutturale dei campionati nazionali. La stagione 1952-1953 passa agli annali per aver proposto il primo vero testa a testa in campionato tra Crotone e Catanzaro, che si contendono la promozione. La stagione del "derby della provincia di Catanzaro" è amara per i rossoblù: è la compagine catanzarese a trionfare per soli tre punti in classifica. Seguono altri sei anni consecutivi nella quarta serie, ma il 1959 è l'anno del ritorno in Serie C: l'attacco rossoblù è il migliore del campionato, con 66 gol in 34 partite, e al termine della stagione la squadra riesce a vincere in volata su Akragas e Avellino, assicurandosi il primo posto grazie a un solo punto di vantaggio sulla squadra agrigentina.

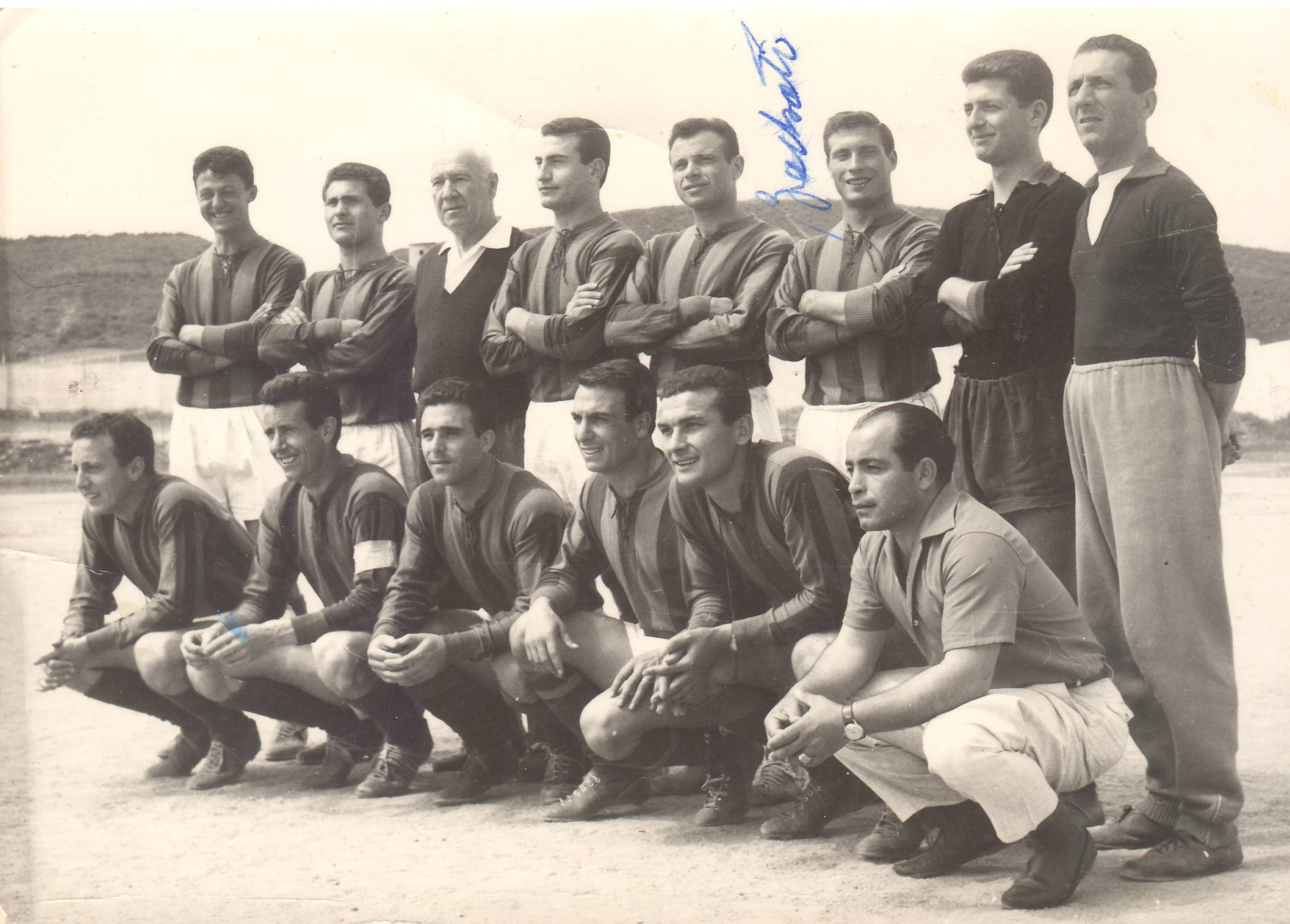
Campionato di Serie D 1958-59. Foto del Crotone promosso in Serie C. In piedi da sinistra: Colangelo, Fino, all. Politzer, Briganti, Cavalieri, Barbato, Chirico, massagg. Pellegrino. In basso da sinistra: Cresta, Valeni, Geremicca, Volpi, Barca, magazz. De Meco.

Una formazione dell'U.S. Crotone 1961-1962:
Giannattasio (p), Giuffrida, Castaldi, Cherubini, Forin, Marcos, Paolini, Ravelli, Rampazzo, Pisani, Fino.

Dopo alcuni campionati con alti e bassi, nel 1962-1963 il Crotone retrocede per soli 2 punti in quarta serie. L'anno successivo disputa un campionato molto positivo riuscendo a riottenere immediatamente la Serie C dopo un lungo testa a testa con il Barletta. Seguono così quattordici campionati consecutivi in terza serie, durante i quali la squadra crotonese lancia nel grande calcio diversi giovani di valore come Giorgio Fanti, Gaetano Montenegro, Bruno Petroni, Oscar Righetti e Michelangelo Sulfaro.

Il presidente Pizzuti premia Paolini (150 presenze) e Francia (100), stagione 1965-1966.

Nella stagione 1976-1977 il Crotone del presidente Merigliano, allenato da Gianni Corelli, disputa un campionato al termine del quale finisce terza alle spalle di Bari e Paganese, sfiorando la promozione in Serie B. Nonostante alcune vittorie di rilievo, ad esempio il successo nel derby contro la Reggina per 2-1 grazie alla doppietta di Natale, a condannare i crotonesi sono anche le sconfitte negli scontri diretti contro il Bari, vittorioso per 3-2 sia all'andata che al ritorno.
L'annata 1977-1978 inizia negativamente. Malgrado la squadra allestita dal presidente Merigliano annoveri anche giocatori che hanno militato in Serie A, come Abbondanza, le cose si complicano dall'inizio. Il nuovo allenatore Pirazzini esclude dalla squadra la stella Piras; i risultati non arrivano, e a gennaio la squadra viene affidata all'allenatore delle giovanili Luigi Maifredi, alla sua prima esperienza su una panchina. Le cose non vanno meglio e dopo poche partite arriva Oronzo Pugliese, ma non c'è più niente da fare e il Crotone conclude il campionato al penultimo posto. A seguito della modifica del campionato di Serie C, suddiviso in Serie C1 e Serie C2, il Crotone viene retrocesso in Serie C2 per poi essere dichiarato fallito al termine della stagione 1978-1979 che lo vede, per la prima volta nella storia, terminare un campionato all'ultimo posto.

### Gli anni ottanta

I capitani di e Crotone Maldera e Piras (al centro, l'arbitro Redini di Pisa) in campo allo stadio della Vittoria nel campionato di Serie C 1976-1977.

Nel 1979 la società riparte dalla settima serie, la Prima Categoria, con una nuova denominazione: Associazione Sportiva Crotone. La compagine vince sia il campionato di prima categoria che quello di promozione dell'anno successivo, e nella stagione 1981-1982 disputa così il Campionato Nazionale Dilettanti. I rossoblù, seppur neopromossi, collezionano subito diverse vittorie, tra cui un 6-2 in casa alla Rosarnese. La diretta antagonista per la promozione è la Gioiese, guidata da Franco Scoglio, e le due formazioni in pratica si giocano il campionato negli scontri diretti. Nel primo confronto, in casa, il Crotone non va oltre lo 0-0, con relativi incidenti per un gol annullato e campo squalificato per una giornata. La successiva gara interna, Crotone-Juve Stabia, viene giocata sul neutro di Cosenza, imbiancato da una grande nevicata, e vinta 2-0. Tuttavia i risultati non sono continui, malgrado l'esonero di Pulvirenti e l'arrivo di Mimmo Comito, e la squadra arriva a giocarsi il campionato in casa della Gioiese: il match viene però perso per 1-0 a causa di un autogol. Anche l'Ischia va a precedere in classifica la formazione crotonese.
Nella stagione seguente la squadra rimane competitiva, ed è ancora in lotta per la promozione tra i professionisti: giocatore chiave è il giovane mediano crotonese Luciano De Paola, mentre il nuovo acquisto Pepe risulterà il capocannoniere dei suoi con 12 gol. Guidato dal nuovo allenatore Mario Santececca il Crotone si trova così a rivaleggiare per la promozione con l'Afragolese, appena retrocessa dalla Serie C per irregolarità. All'undicesima giornata c'è il confronto diretto tra le prime della classe: all'Ezio Scida la formazione ospite ottiene la vittoria. Ciononostante i rossoblù riguadagnano presto il primato in classifica, per poi perderlo nuovamente dopo la partita con la Juve Stabia giocata a Gragnano. La trasferta di Nola può riportare il Crotone a riagganciare l'Afragolese, ma in terra campana finisce 1-1: il campionato si decide quindi nello scontro diretto. La partita vede la vittoria per 2-0 dei campani sui calabresi, che per il secondo anno di fila falliscono di poco la promozione.

Gli ultras rossoblù nel settore distinti nei primi anni 1980.

Alla fine della stagione Santececca viene esonerato insieme al direttore sportivo Pulvirenti. Partono anche tanti elementi della formazione titolare: Giovanni Lucente è il nuovo presidente e il calciomercato porta gli innesti di Crisafulli, Berlingheri, Storace e Scarfone. La stagione 1983-1984 prende avvio con diversi risultati negativi - la rosa è praticamente priva dei titolari - e dopo lo 0-0 interno con la Vibonese il pubblico comincia a contestare la squadra. A novembre, però, vengono acquistati Fantozzi e Bertuzzo, e piano piano Pelle e Bonanni ritornano in condizione: insieme ai rientri arrivano le vittorie, 1-0 sul Cassino e 2-0 sul Corigliano. E malgrado la successiva sconfitta sul campo della capolista Nardò, il Crotone vince a Siderno avvicinandosi alla compagine leccese. Si arriva alla sfida di vertice, disputata all'Ezio Scida e vinta 1-0 con rigore di Pelle; dopo il successo contro il Castrovillari alla penultima, nell'ultima giornata contro il Siderno arriva la promozione in Serie C2: le reti decisive nell'occasione sono di Pelle su rigore e Chiappetta. Tuttavia è un ritorno in Serie C2 negativo: la squadra è costretta a lottare per la salvezza, non regge il salto di categoria e al termine della stagione retrocede per tre punti. Dopo la stagione di transizione 1985-1986, in cui la società cambia denominazione in Kroton, il campionato 1986-1987 segna il ritorno in C2: i crotonesi risultano i più forte grazie al miglior attacco e alla miglior difesa del torneo, concludendo la stagione al primo posto con una sola sconfitta al passivo. Questa volta il Crotone del neo-presidente Capogreco si fa trovare pronto e disputa un bel campionato di Serie C2, concludendo la stagione al quarto posto.

### Gli anni novanta

Un'azione di gioco del Crotone targato Vrenna negli anni 1990.

Al termine del campionato di Serie C2 1990-1991 arriva la retrocessione per un solo punto e successivamente il secondo fallimento. Dal 1991 al 1993 la Nuova Crotone, altra società cittadina fondata nel 1956, disputa campionati di prima categoria regionale indossando una divisa a strisce verticali gialle e nere.
Nel 1992-1993 la Nuova Crotone assume la denominazione Football Club Crotone Calcio, alla cui guida va il giovane presidente Raffaele Vrenna.
La società inizia dunque a inanellare una serie di promozioni, che nel giro di pochi anni la portano alle soglie delle massime divisioni: in due anni il Crotone passa dalla Promozione calabrese al Campionato Nazionale Dilettanti (C.N.D.). Alla prima stagione nel C.N.D. (1995-1996) il Crotone non va oltre l'undicesimo posto in classifica. Nella stagione successiva, quella 1996-1997, dopo un testa a testa con il Locri, riesce, invece, a centrare la promozione in Serie C2.

I giocatori festeggiano la promozione in Serie C1 dopo lo spareggio vinto contro il Benevento al Via del mare di Lecce, con oltre 5000 tifosi al seguito.

Nella stagione 1997-1998, dopo un buon campionato, la squadra crotonese si trova di fronte il Benevento nella finale dei play-off di Serie C2. La partita si tiene sul campo neutro del Via del mare di Lecce, alla presenza di migliaia di tifosi. Al 44' minuto del primo tempo Petitto porta in vantaggio il Benevento; nel secondo tempo i rossoblù rimontano, raggiungendo il pareggio al 53' con un gol di Moschella su calcio di rigore e siglando il sorpasso diciannove minuti più tardi con Balestrieri (entrambi i gol calabresi sono propiziati da Pino Tortora). La stagione 1998-1999, giocata in C1, si chiude con il Crotone salvo al nono posto, con Alessandro Ambrosi capocannoniere del campionato (19 reti).

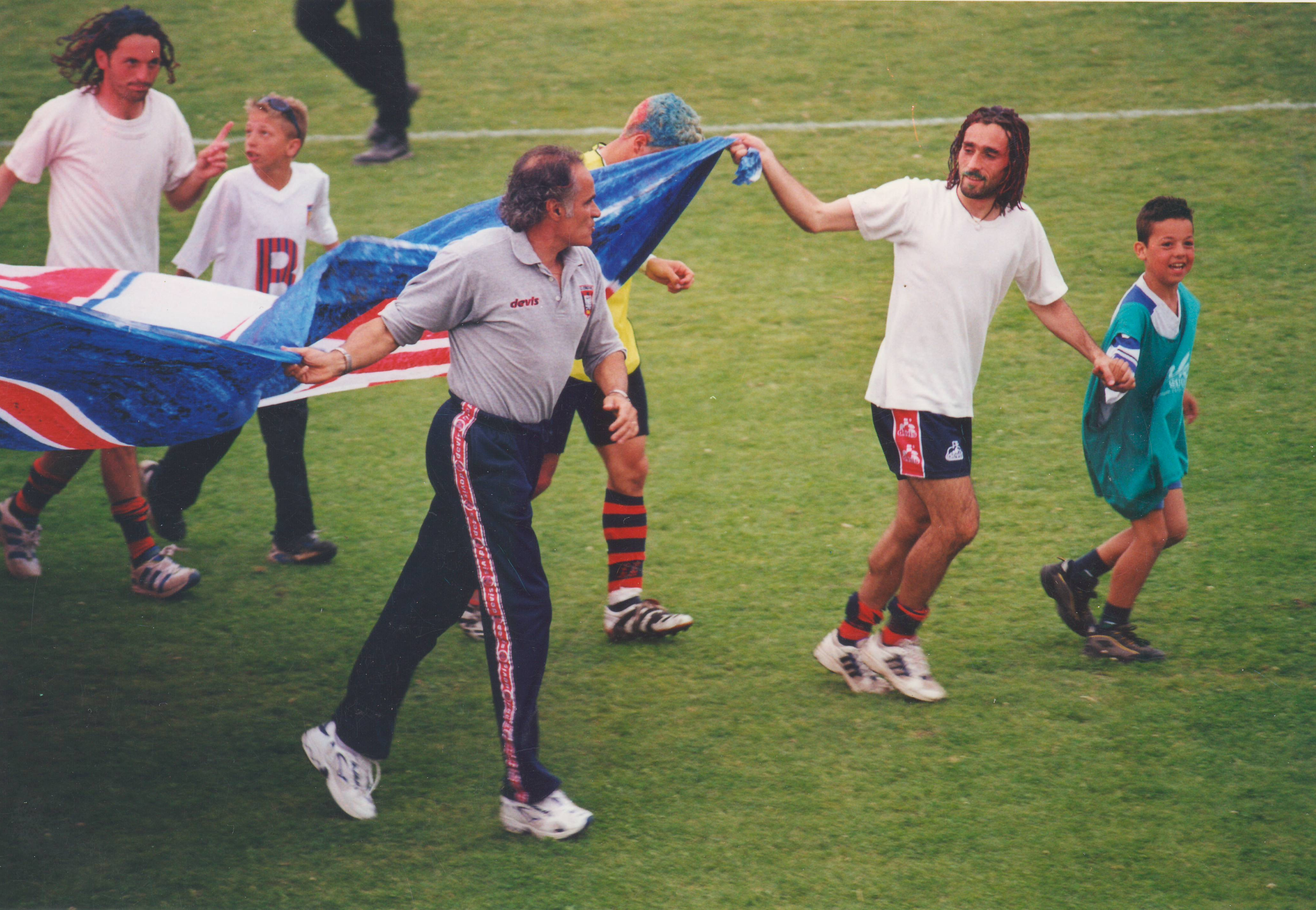
Grieco, Cuccureddu, Giampà e Fialdini sfilano per la prima promozione storica del Crotone in Serie B. Anno 1999-2000.

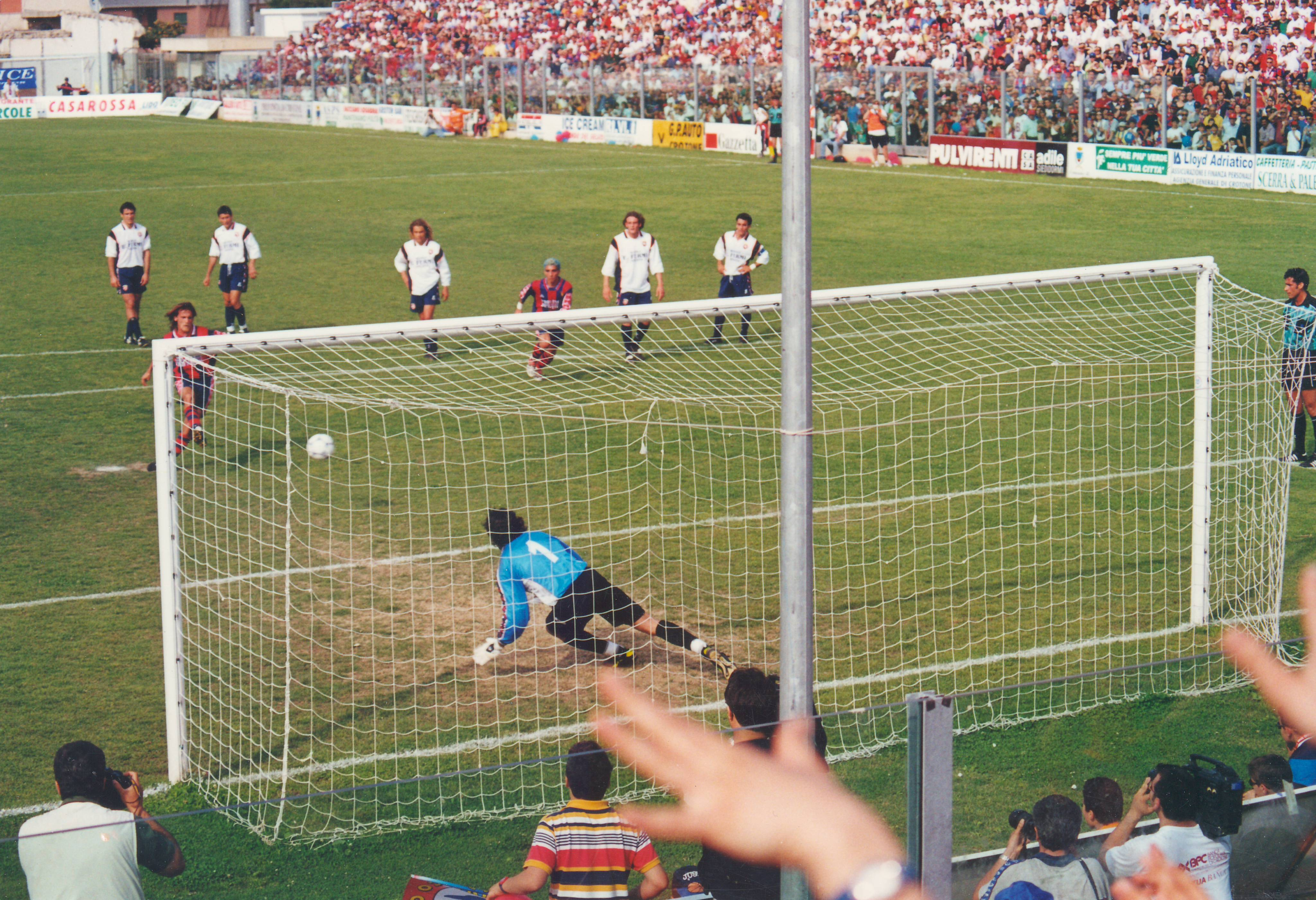
Crotone-Ancona 4-2. Rigore trasformato da De Florio. Anno 1999-2000.

In vista della stagione 1999-2000 la società crotonese prova a conseguire la prima promozione in Serie B. Arrivano il giovane portiere Generoso Rossi, Salvatore Aronica, Andrea Fabbrini, Firmino Elia, Alfredo Cardinale, Marco Pecorari e Andrea Deflorio; lo zoccolo duro è invece costituito da Domenico Giampà, Jimmy Fialdini, Rubens Pasino e il capitano Vito Grieco. Alla guida della squadra arriva l'ex giocatore della Juventus, Antonello Cuccureddu. Nell'estate 1999 viene ultimata la costruzione della curva nord ed è lì che si sposta il cuore pulsante della tifoseria rossoblù. Alla prima giornata il Crotone pareggia 2-2 sul campo del Castel di Sangro. Arriva l'atteso debutto casalingo in campionato, in un impianto ingrandito con l'aggiunta della curva nord: è ospite la Viterbese, allenata da Carolina Morace, e il Crotone si impone 5-2 grazie alle doppiette di Pasino e Deflorio e alla rete di Grieco. A seguire giungono le vittorie su Lodigiani, Giulianova e Marsala, e un pareggio con l'Avellino. All'ottava giornata il Crotone gioca in posticipo serale con l'Atletico Catania: in quella gara, conclusa 1-1, sbagliano tre rigori, con Pasino, Fabbrini e ancora Pasino. Dopo due pareggi consecutivi con Ascoli e Catania, il 21 novembre la squadra si impone per 1-0 al La Favorita contro il Palermo; a seguire ecco le vittorie su Benevento, Nocerina e Gualdo; il 23 dicembre la trasferta di Ancona, diretta antagonista per la vetta, si conclude sull'1-1. Alla 19ª giornata il Crotone patisce la prima sconfitta stagionale sul campo della Viterbese, ma a seguire mette a referto cinque vittorie consecutive con Lodigiani, Marsala, Avellino, Atletico Catania e Arezzo. La seconda sconfitta arriva sul campo del Catania, mentre il 2 aprile contro il Palermo è un gol di Fabbrini a regalare la vittoria ai calabresi. Il 30 aprile 2000 è il giorno dell'aritmetica promozione in Serie B. Si gioca allo Scida, ospite è la Juve Stabia. Dopo neanche un minuto segna Parisi di testa, al quarto d'ora raddoppia Deflorio su calcio di rigore. In contemporanea l'Ancona gioca in casa della Lodigiani, e se non vince, il Crotone è matematicamente in B. A 20 minuti dalla fine arriva la notizia del vantaggio dei romani, la Juve Stabia ne approfitta per pareggiare (2-2 sarà il finale) ma la sconfitta dell'Ancona premia il Crotone, e i tifosi possono festeggiare la promozione con la consueta invasione di campo. L'ultima di campionato è proprio Crotone-Ancona, e si chiude sul 4-2; con la tripletta nel match finale Andrea Deflorio che porta a 28 le sue realizzazioni, nuovo record assoluto per tutti i campionati di Serie C.

### Gli anni duemila

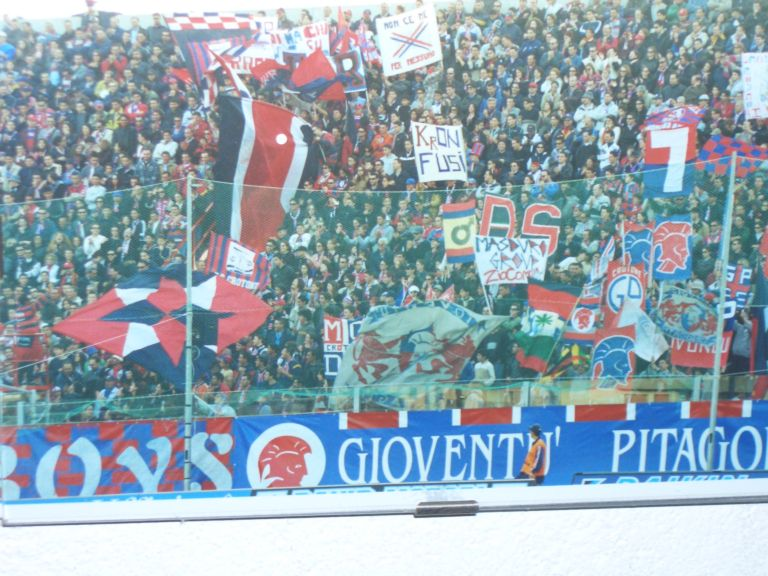
La curva sud nel primo campionato di Serie B.

Nella prima stagione fra i cadetti, il Crotone alterna risultati altalenanti che costeranno l'esonero al tecnico Cuccureddu, sostituito da Giuseppe Papadopulo, il quale riuscirà a condurre la squadra alla salvezza e quindi al mantenimento della seconda categoria nazionale.
La stagione 2001-2002 si apre con un rinnovamento tecnico che porterà sulla panchina dei rossublù Antonio Cabrini. Il tecnico cremonese fa bella figura in un triangolare in cui tiene testa alla Fiorentina (sconfitta dopo 45' 0-1) sfidata per la prima volta in amichevole, verrà sollevato dall'incarico dopo due sconfitte consecutive. A guidare la squadra viene chiamato quindi Stefano Cuoghi, che tuttavia non riesce a far meglio del suo predecessore. Verrà chiamato quindi in sostituzione Giuseppe Materazzi, che verrà anch'esso esonerato dopo aver racimolato una vittoria, diversi pareggi e altrettante sconfitte. Per le ultime sette partite arriva Franco Selvaggi, che non riuscirà comunque a evitare la retrocessione in Serie C1. La stagione successiva inizia con un nuovo stravolgimento tecnico. Della rosa della precedente annata rimangono in pochi, e la squadra verrà affidata a Gaetano Auteri. La punta di diamante è l'ex Torino Ciccio Artistico, ma nonostante una buona rosa il Crotone conclude il girone di andata al secondo posto, tuttavia al girone di boa collezionerà una serie di sconfitte che costerà il posto al tecnico siciliano, sostituito da Luigi De Rosa. La sua esperienza sarà breve. Viene richiamato Auteri, che concluderà il campionato al sesto posto.

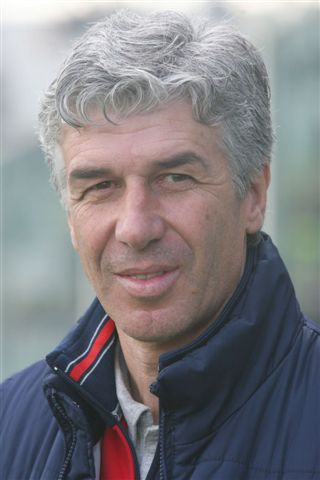
L'allenatore Gian Piero Gasperini conquistò la seconda promozione in Serie B, nel 2003-2004.

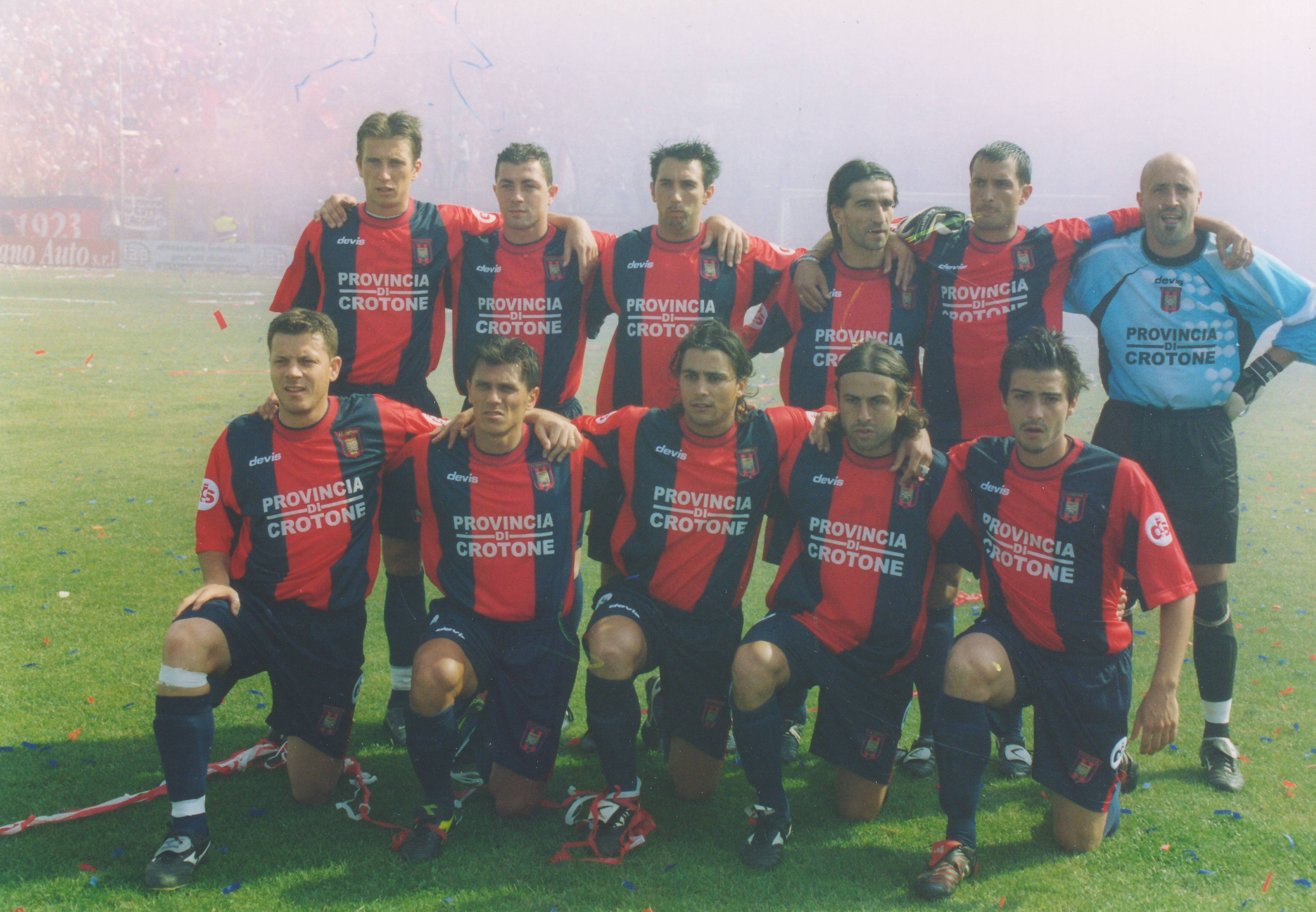
Il Crotone di Gasperini che ha sconfitto 3-0 la Viterbese nei playoff. In piedi: Gastaldello, Vantaggiato, Scardina, Juric, Porchia, Dei. In basso: Di Meglio, Tarantino, Rossi, Cardinale, Paro.

Per il campionato 2003-2004, la direzione viene affidata al tecnico torinese Gian Piero Gasperini, ex allenatore delle giovanili bianconere. La prima sconfitta del torneo arriva nel derby contro il Catanzaro, con il quale condurranno un lungo testa a testa per il primo posto in classifica. A prevalere saranno i giallorossi, condannando quindi i rivali alla disputa dei play-off. Dopo aver eliminato Benevento e Viterbese, i rossoblù conquisteranno la promozione in Serie B. Il neopromosso Crotone condurrà un campionato di Serie B altalenante, culminato con la salvezza a un solo punto dalla zona play-out, nonostante una penalizzazione nel corso della stagione di 3 punti, dopo aver alternato alla propria guida tecnica Andrea Agostinelli e il riconfermato Gasperini. La salvezza si decide all'ultima giornata nella partita casalinga serale contro la Salernitana vinta per 3 a 0, mandando la tifoseria in festa. La stagione successiva sarà positiva e, dopo vittorie importanti, tra cui nel derby col Catanzaro, la squadra si classificherà al nono posto, non agguantando i play-off nella penultima giornata nella sfida in casa dell'Albinoleffe persa in rimonta 3-2.

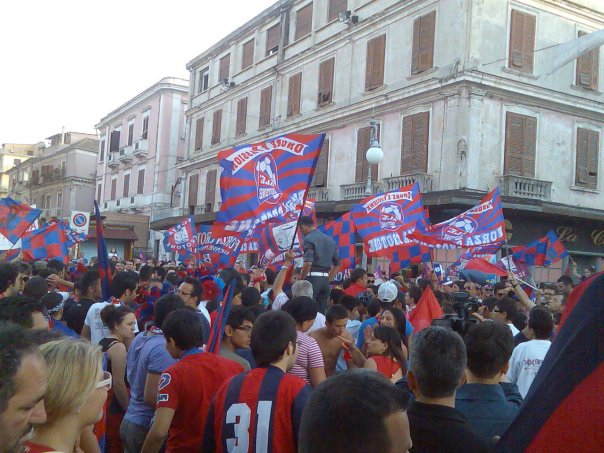
I tifosi del Crotone festeggiano dopo la promozione in Serie B del 2009, a Benevento.

Nell'estate 2006, in seguito a cessioni importanti durante la sessione estiva di calciomercato, l'obiettivo dichiarato sarà la salvezza, in questa stagione otterrà una vittoria importante contro il Napoli e sfiderà per la prima volta la Juventus. Partito Gasperni, direzione Genoa, verrà chiamato in panchina Elio Gustinetti. Il campionato è un continuo susseguirsi di risultati negativi, e con l'arrivo del nuovo anno, Gustinetti rassegna le proprie dimissioni. Verrà sostituito da Guido Carboni, che dopo una serie di risultati mediocri, non riuscirà a evitare la retrocessione.
Agli albori del campionato di Serie C1 2007-2008, la società ingaggia la guida tecnica di Paolo Indiani e investe nel settore giovanile, affidando la formazione Berretti all'ex tecnico rossoblù Luigi De Rosa. La rosa è competitiva e alterna risultati positivi in casa e altalenanti in trasferta. Al Crotone, dove milita un giovane Angelo Ogbonna, le 20 reti siglate dall'algerino Abdelkader Ghezzal, consentono di raggiungere una posizione play-off a fine campionato. Quivi i calabresi verranno eliminati nella doppia sfida dal Taranto. A fine stagione, Ghezzal verrà acquistato dal Genoa in cambio di tre milioni di euro, cifra record per la società crotonese.
Dopo quindici anni alla guida della squadra, nel 2008 il presidente Raffaele Vrenna lascia il timone della società, e al suo posto viene nominato presidente Salvatore Gualtieri, mentre Gianni Vrenna assume la carica di Amministratore delegato. La panchina è affidata all'allenatore Francesco Moriero. Nel girone di andata della Lega Pro Prima Divisione 2008-2009, il Crotone totalizza trenta punti in classifica, dopo essere stato anche in testa al campionato. Le sconfitte negli scontri diretti col Gallipoli risulteranno decisive ai fini del campionato. I pugliesi conquisteranno la promozione diretta in Serie B, e il Crotone dovrà passare attraverso i play-off. Dopo aver eliminato nelle rispettive doppie sfide Arezzo e Benevento, la squadra conquisterà il salto di categoria.

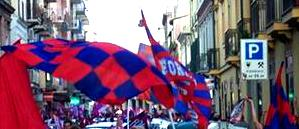
Il Crotone festeggia la B.

La stagione 2009-2010 inizia con un avvicendamento in panchina: Moriero si accasa Frosinone e al suo posto arriva Franco Lerda. La squadra mette a segno un solo gol nelle prime sei gare. Nel frattempo arrivano due punti di penalizzazione in classifica per irregolarità amministrative che porta la squadra al penultimo posto. Tuttavia, grazie a una rimonta in classifica, nel finale di campionato, il Crotone risale fino in zona play-off, vincendo 3-2 a Lecce contro il Gallipoli. Nonostante tutto, i risultati altalenanti di fine campionato estrometteranno i rossoblù dalla corsa agli spareggi, fuori dalla corsa play-off alla penultima giornata nella sfida in casa del Cittadella, vinta dai veneti 3-0, il Crotone chiude ottavo.

### Gli anni duemiladieci

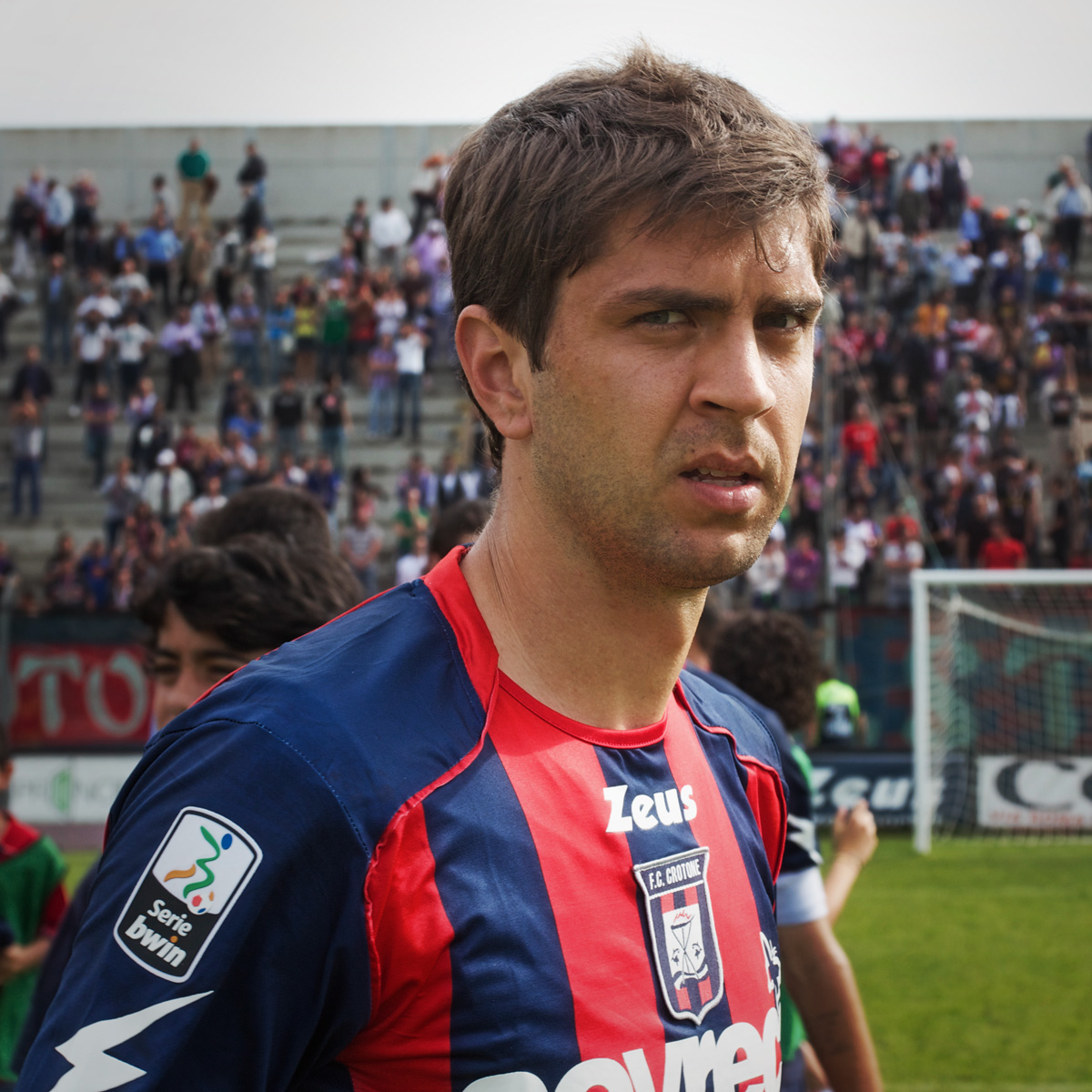
Caetano Calil, autore di 28 reti durante la sua militanza nel Crotone.

Il campionato 2010-2011 è sotto la guida del nuovo allenatore Leonardo Menichini. La prima uscita ufficiale, valida per il primo turno di Coppa Italia, vede il Crotone prevalere di misura sulla Triestina. Il campionato invece inizia con derby calabrese contro la Reggina che si conclude a reti inviolate. Dopo sei giornate il Crotone si ritrova imbattuto, tuttavia, nonostante la posizione in classifica a ridosso dei play-off, Menichini verrà esonerato e la squadra affidata a Eugenio Corini. Dopo dieci partite verrà però richiamato Menichini, che concluderà la stagione all'undicesimo posto. Il campionato successivo inizia in sordina. Il 15 novembre 2011, in accordo con il consiglio di amministrazione ratifica la carica di presidente per Gianni Vrenna, con il fratello di Raffaele, che resta ancora fuori dalla società, Leonardo Menichini verrà esonerato il 23 gennaio e la squadra verrà affidata al viceallenatore, il crotonese Massimo Drago.
Il 9 febbraio 2012 la famiglia Vrenna, con il presidente Gianni Vrenna, viene premiata per il traguardo raggiunto dei vent'anni alla guida del club. Per il secondo anno consecutivo, il Crotone terminerà il campionato all'undicesimo posto in classifica.
Il 5 giugno 2012, il CdA della società vota all'unanimità la rielezione a presidente di Raffaele Vrenna già in passato presidente della società che succede al fratello Gianni Vrenna il quale diventa Consigliere di Amministrazione.
La stagione 2012-2013 vede un'altra partenza in sordina del Crotone, che chiuderà il girone di andata con un risicato vantaggio sulla zona play-out. Il 2013 si apre con la festa del novantennale per il calcio crotonese. Per l'occasione, due gigantografie di oltre trenta metri verranno poste nel settore tribuna scoperta dello stadio: una la Società Sportiva Crotona, fondata il 20 settembre 1910, ma iscritta ai campionati a partire dal 1921, e un'altra raffigurante la squadra della stagione in corso. Nel girone di ritorno, il Crotone, collezionerà importanti risultati positivi, nonostante il pareggio interno subito all'ultimo secondo nel derby contro la Reggina, che gli permetteranno di ottenere la salvezza.
La stagione 2013-2014 inizia con vari stravolgimenti nel mercato estivo. I rossoblù si renderanno protagonisti del miglior campionato fino a quel momento della storia della società; la squadra è formata da giovani di cui alcuni verranno convocati nel corso della stagione nella nazionale maggiore dal CT Cesare Prandelli. A cinque giornate dalla fine il Crotone raggiunge il terzo posto, a soli quattro punti dal secondo posto occupato dall'Empoli. L'ipotetica promozione diretta in massima serie verrà vanificata proprio dalla sconfitta nello scontro diretto contro la formazione toscana. Il Crotone concluderà il campionato al sesto posto, ottenendo una qualificazione ai play-off, dove verrà eliminato al turno preliminare dal Bari.

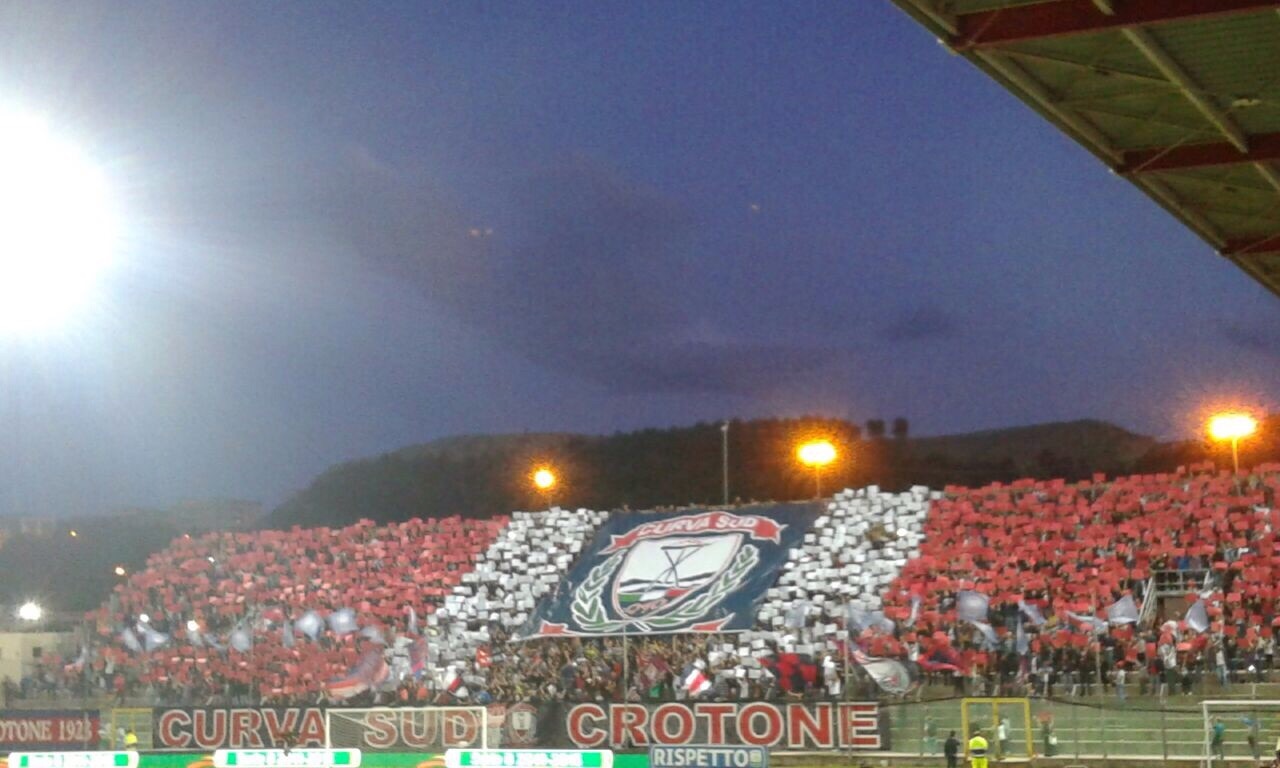
Coreografia della Curva Sud durante l'ultima giornata del campionato 2014-2015.

Anche la stagione 2014-2015 è caratterizzata da importanti cessioni, smantellando di fatto la rosa che era riuscita a conquistare i play-off nel campionato precedente. La società attua un mercato molto intenso, con 18 giocatori ceduti e 20 giocatori ingaggiati in estate, tra cui spiccano i ritorni, ufficializzati l'ultimo giorno disponibile, di Raffaele Maiello e di Camillo Ciano, con quest'ultimo che al termine della stagione totalizzerà 17 reti, risultando decisivo per le sorti della compagine calabrese. Il Crotone soffrirà oltremodo durante tutta la stagione, toccando addirittura l'ultimo posto in classifica. Nella seconda parte di stagione la squadra recupererà molti punti, soprattutto nelle partite giocate all'Ezio Scida, conquistando la salvezza matematica solo all'ultima giornata, sopravanzando di un solo punto le squadre obbligate a disputare i play-out per non retrocedere in Lega Pro.
Nel 2015-2016, sotto la guida del nuovo tecnico Ivan Jurić, la squadra parte bene in Coppa Italia, battendo la FeralpiSalò e la Ternana entrambe con il risultato di 1-0 e qualificandosi al 4º turno, dove incontra per la prima volta nella sua storia il Milan: nel match disputato a San Siro, con 5.000 tifosi rossoblù al seguito, la partita finisce 1-1 nei tempi regolamentari, e 3-1 al termine dei supplementari. In campionato all'ottava giornata il Crotone raggiunge la vetta in solitaria della classifica - per la prima volta nella sua storia - che sarà riconquistata al termine della sedicesima giornata e conservata per tre giornate. Chiude il girone d'andata comunque al secondo posto a quota 45 punti, a un solo punto dalla capolista Cagliari e con un considerevole vantaggio sulla zona play-off. Complessivamente il Crotone è la squadra che ha totalizzato più punti di tutte nell'arco del solo 2015 (72) stabilendo un record per quanto riguarda il campionato cadetto. Nel 2016 il girone di ritorno si aprirà con la vittoria per 3 a 1 proprio contro il Cagliari, regalando nuovamente la vetta solitaria della classifica ai pitagorici. Il 30 gennaio arriva la prima sconfitta in casa, contro il Perugia, che termina la striscia di imbattibilità all'Ezio Scida che durava da un anno. Nel mese di febbraio la DDA di Catanzaro apre un'inchiesta sulla presunta vicinanza del patron Raffaele Vrenna e di suo fratello Gianni Vrenna all'omonimo clan del crotonese, chiedendo la confisca di tutte le società del Gruppo Vrenna compreso il Crotone Calcio.
Il 28 novembre 2016 la Corte d'Appello di Catanzaro respinge la richiesta di sequestro della DDA che non proporrà appello, per cui la sentenza di assoluzione diverrà definitiva. Sul fronte sportivo il Crotone riguadagna la vetta della classifica nel mese di marzo 2016. Il 29 aprile seguente, dopo la partita pareggiata per 1-1 in trasferta contro il Modena, il club si assicura aritmeticamente la sua prima, storica promozione in Serie A, a tre giornate dalla fine del campionato. La squadra chiuderà la stagione al secondo posto con 82 punti, un punto dietro il Cagliari capolista, inoltre in questa stagione la formazione primavera esordisce nel Torneo di Viareggio.
Nella sua prima stagione in Serie A il Crotone, allenato da Davide Nicola, guadagna il primo punto in campionato alla quarta giornata, contro il Palermo, mentre il primo punto fuori casa lo ottiene contro la Fiorentina (1-1) al Franchi. La prima vittoria in Serie A ha luogo il 30 ottobre 2016, in casa contro il Chievo, grazie alle reti di Trotta su rigore e di Falcinelli. Il 2 aprile 2017, contro lo stesso Chievo, il Crotone ottiene la prima vittoria esterna in Serie A (2-1), grazie ai gol di Ferrari e Falcinelli. Una settimana dopo il Crotone ottiene una storica vittoria contro l'Inter, battuta per 2-1 allo Scida grazie a una doppietta di Falcinelli, mentre il 30 aprile ottiene un punto in casa contro il Milan (1-1). Il 28 maggio la compagine calabrese, a suggello di una grande rimonta, sconfigge la Lazio (3-1) e ottiene la salvezza nella stagione di esordio in Serie A, beneficiando della sconfitta dell'Empoli in casa del già retrocesso Palermo, sconfitta che condanna i toscani alla retrocessione. La salvezza del Crotone ha del clamoroso, dato che mai una squadra era riuscita a salvarsi in Serie A dopo aver raccolto così pochi punti nel girone di andata.
Per la sua seconda stagione in massima serie, nel 2017-2018, il Crotone conferma alla guida della squadra l'allenatore Nicola, mentre l'assetto societario cambia, con l'insediamento a nuovo presidente di Gianni Vrenna, in carica dal 23 marzo 2017, che rileva tutta la società, la promozione a direttore generale di Raffaele Vrenna jr. e la conferma del direttore sportivo Beppe Ursino, in carica da oltre 25 anni. Nel dicembre del 2017 Nicola rassegna le proprie dimissioni e gli subentra Walter Zenga, che ottiene la sua prima vittoria contro il Chievo Verona. A causa di alcuni risultati negativi nelle ultime giornate e anche di un calendario complicato, il Crotone, pur rimanendo in corsa sino all'ultima giornata, manca la salvezza: il 20 maggio 2018, dopo la sconfitta per 2-1 al San Paolo contro il Napoli, retrocede in Serie B.
La stagione seguente, malgrado i favori dei pronostici, vede il Crotone in difficoltà anche nel campionato di Serie B. Il nuovo allenatore Giovanni Stroppa è esonerato nell'ottobre 2018 dopo 9 giornate e rimpiazzato da Massimo Oddo, che ottiene solo 2 punti in 7 giornate e si dimette negli ultimi giorni di dicembre. Al suo posto viene richiamato Stroppa, che porterà il Crotone alla salvezza all'ultima giornata di campionato, dopo un redditizio girone di ritorno, con ben 30 punti ottenuti.

### Gli anni duemilaventi
Il Crotone disputa un'ottima stagione 2019-2020 sotto la guida del confermato Stroppa, alla fine della quale centra la sua seconda promozione in Serie A con due giornate d'anticipo, con ciliegina sulla torta Simy capocannoniere con 20 gol. Altro grande protagonista della stagione sarà il brasiliano Junior Messias, prelevato in Serie C dal Gozzano e destinato a spiccare il volo in massima serie negli anni a venire.
La stagione successiva in Serie A si rivela molto complicata: la retrocessione giunge con quattro giornate di anticipo rispetto alla fine del torneo, nonostante l'avvicendamento in panchina tra Stroppa e Serse Cosmi. La stagione vede comunque protagonista ancora una volta Simy, che diventa il marcatore più prolifico nella storia del Crotone, arrivando al quinto posto della classifica cannonieri con 20 gol (a pari merito con Ciro Immobile). 
Contro ogni aspettativa, la stagione 2021-2022 si rivelerà un totale fallimento, con i pitagorici mai in grado di sollevarsi dai bassifondi della classifica nonostante l'avvicendamento in panchina tra Francesco Modesto, Pasquale Marino e di nuovo lo stesso Modesto. L'aritmetica retrocessione giunge con due giornate d'anticipo nonostante una vittoria casalinga contro la Cremonese. Il Crotone torna dunque in terza serie dopo 13 anni. 
Nella stagione 2022-2023 il Crotone deve presto dire addio ai sogni di promozione diretta, complice un Catanzaro da record, e accontentarsi di un posto ai playoff grazie al secondo posto finale, ma l'avventura nella post-season finirà già ai quarti di finale per mano del Foggia. Nel frattempo in panchina si avvicendano il rientrante Franco Lerda e Lamberto Zauli.
Più tribolata ancora risulterà la stagione 2023-2024, con Zauli esonerato dopo 27 giornate e sostituito da Silvio Baldini, che rimarrà solo per 5 partite prima delle sue dimissioni e del ritorno di Zauli. Il Crotone concluderà la stagione al nono posto e ai playoff esce subito alla prima partita contro il Picerno.

## Colori e simboli

### Colori

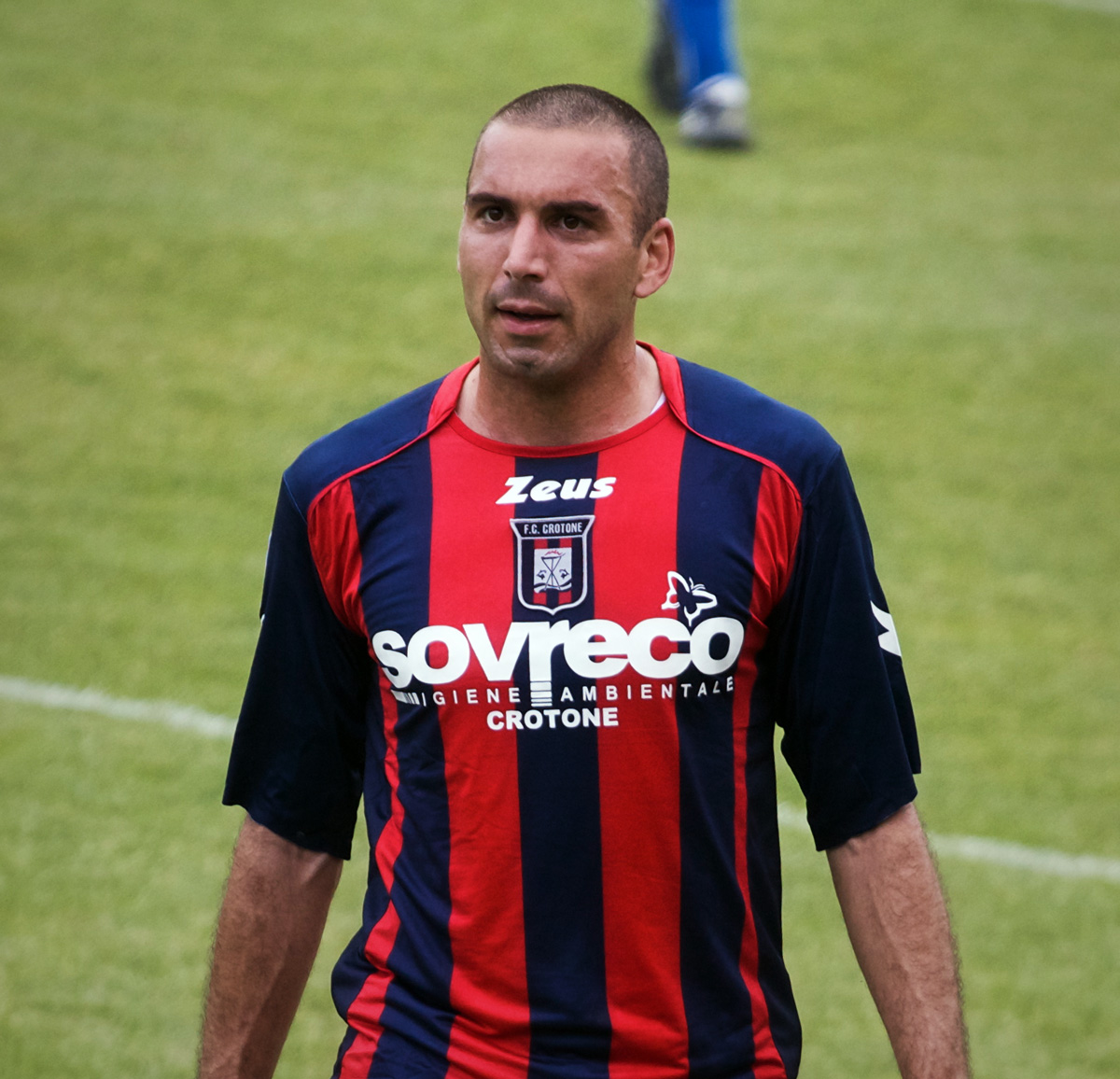
Il difensore Giuseppe Abruzzese con la classica divisa a strisce verticali rossoblù.

Fin dalla sua fondazione il 20 settembre 1910, il club adotta i colori sociali rosso e blu, mutuati dallo stemma araldico di Crotone. Il tradizionale completo da gioco è costituito da maglietta palata rossoblù, calzoncini blu con dettagli rossi e calzettoni rossoblù. Il completo da trasferta è solitamente bianco con dettagli rossoblù, mentre la terza divisa è sovente caratterizzata da colori estranei alla suddetta gamma cromatica, quali giallo o verde (talora declinati in una gradazione fluorescente).
Dal 2010, anno d'inizio della partnership con il fornitore tecnico Zeus Sport, sulle divise da gioco del Crotone sono stati sovente inseriti richiami alla simbologia della squadra e anche alla storia della città, fiorente colonia magno-greca: ne sono un esempio le tre lettere KRO, ricamate in caratteri greci arcaici sulla parte sommitale del dorso.
Una significativa parentesi nell'ambito dei colori sociali si ebbe nel biennio 1991-1993, allorché il ruolo di prima squadra della città fu ricoperto dalla Nuova Crotone, adottante le tinte giallo e nero. Il template rossoblù venne poi ripristinato con l'inizio della gestione del gruppo Vrenna.

### Simboli ufficiali
Il simbolo storico della società è lo squalo. Da ciò ne consegue il soprannome assunto da calciatori e tifosi, ovvero squali. Altro soprannome legato alla squadra e ai propri sostenitori è pitagorici, in onore di Pitagora, filosofo greco antico, che fondò a Crotone una scuola.

#### Stemma

Logo utilizzato dal 1999 al 2011.

Uno dei primi loghi conosciuti legati al club è quello dell'U.S. Crotone, che semplicemente riprendeva il simbolo araldico della città.
Nel 1986, a seguito del fallimento del precedente sodalizio, il subentrante Kroton Calcio implementò quale logo un gagliardetto a tre punte a strisce rossoblù, contenente lo stemma della città.
Nella stagione 1997-1998 lo stemma del F.C. Crotone, militante in Serie C2, era uno squalo stilizzato di colore blu. A partire dalla stagione 1999-2000 venne adottato un nuovo logo, composto da uno scudo spagnolo palato rosso e blu recante nella parte centrale il tripode d'argento (simbolo della città) attorniato da due squali. Nella parte superiore il logo recava una banda blu con la denominazione societaria in giallo.
Tale stemma venne sostituito nella stagione 2011-2012 da un ancile palato rossoblù, decorato centralmente dal medesimo stemma summenzionato (con tripode e squali). La denominazione societaria, inscritta in capo allo scudo, passa inoltre dal colore giallo al bianco.

#### Inno
L'inno ufficiale del Crotone, che accoglie le squadre in campo prima dell'inizio delle partite casalinghe, è Ma il cielo è sempre più blu, brano inciso nell'estate 1975 dal cantautore crotonese Rino Gaetano.

#### Mascotte
La mascotte ufficiale della squadra calabrese è "PaSqualo", uno squalo di colore blu, simbolo societario, indossante la classica divisa palata del Crotone. Fu introdotta nel 2006.

## Strutture

### Stadio

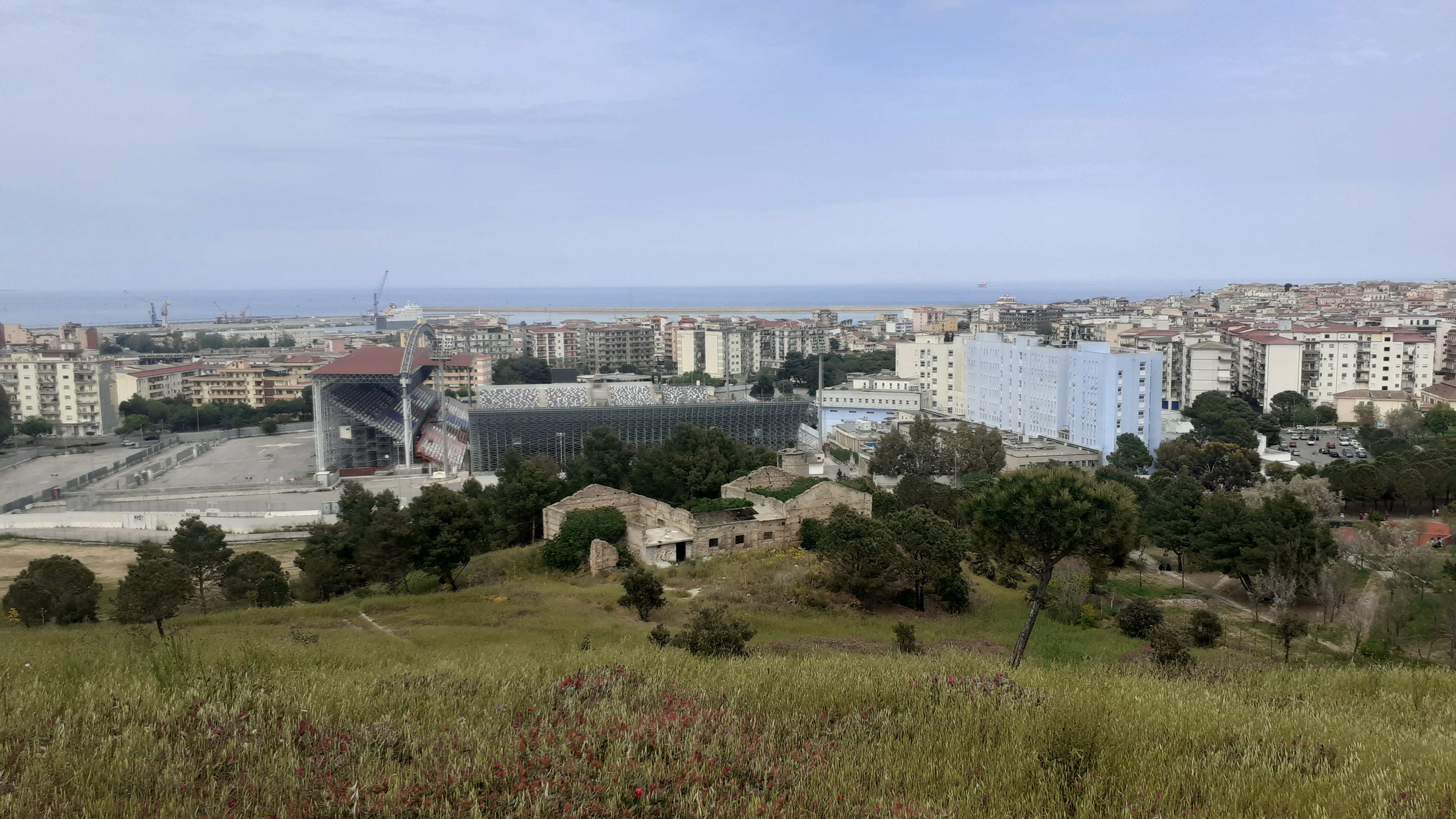
Vista dello stadio (a sinistra) e dell'ospedale (a destra): la peculiare prossimità tra le due strutture permette ai degenti dei piani alti del nosocomio di seguire le partite del Crotone direttamente dalle finestre, offrendo così una particolare prospettiva che di fatto rende l'ospedale un "settore speciale" dello stadio.

Il Crotone disputa le proprie partite interne allo stadio Ezio Scida. L'impianto è intitolato all'omonimo calciatore crotonese, morto prematuramente durante una trasferta con la squadra.
Avviati i lavori nel 1935 e inaugurato nel 1946, negli anni ha cambiato molte volte il suo aspetto; fino al 1999 lo stadio non conteneva più di cinquemila persone, constando principalmente di un settore laterale, una tribuna e una curva.
Nel 1999 viene edificata la curva Nord, avente una capienza di 980 posti, e successivamente vengono ingrandite la tribuna scoperta, fino a 2 500 posti, la tribuna coperta, 6 838 posti, e il settore ospiti, collocato in curva nord, dotato di 834 posti.
Nel 2000, con la promozione in Serie B, viene riedificata la curva sud, che attualmente ha una capienza di 5 509 posti ed è il cuore del tifo organizzato rossoblù. L'anno successivo la stessa curva sud viene intitolata al tifoso Giorgio Manzulli.
Il 28 novembre 2012 lo Scida ha ospitato una partita amichevole tra la B Italia e la PFN Russia (nazionale di seconda divisione), terminata 0-0.
Ultimo intervento di restyling riguardante l'impianto crotonese avviene nel febbraio 2014, allorché il Comune di Crotone ha provveduto alla riverniciatura della tribuna scoperta con i colori della società.
In seguito alla promozione in Serie A conquistata nel 2016, il Crotone si sposta allo stadio Adriatico-Giovanni Cornacchia di Pescara, disputandovi le prime otto partite del primo campionato di massima serie della sua storia, a causa dell'inadeguatezza strutturale dello stadio Scida. Il ritorno nell'impianto crotonese avviene alla nona giornata, contro il Napoli, in seguito ai lavori di ampliamento della tribuna per cui avviene l'omologazione provvisoria per 13 503 posti.

### Centro di allenamento
Il campo di allenamento ufficiale del Crotone era il centro sportivo Antico Borgo di Crotone.

## Società

### Organigramma societario
Dal sito Internet ufficiale della società.
Area marketing & comunicazione
- Gianni Vrenna - Presidente

Dirigenza
- Raffaele Vrenna jr. - Direttore generale
- Antonio Amodio - Direttore sportivo
- Emanuele Roberto - Segretario Generale

Area marketing & comunicazione
- Luigi Pignolo - Responsabile marketing
- Rocco Meo - Responsabile comunicazione
- Luciano Ierardi - Responsabile ufficio stampa
- Giuseppe Sansalone - Responsabile creativo
- IDEMEDIA - Ufficio stampa, area web
- Luigi Le Rose - Operatore di ripresa

Area amministrativa
- Rosario Panebianco - Area amministrativa, Responsabile Biglietteria, Delegato alla Sicurezza
- Anselmo Iovine - Segretario Sportivo
- Carlo Taschetti - Area amministrativa, Segretario Sportivo
- Sandro Oliverio - Supporter Liason Officer
- Gianluca Macrì - Team Manager
- Valentino Pedullà - Addetto agli arbitri
- Giuseppe Falbo - Responsabile magazzino

Area tecnica
- Antonio Galardo - Responsabile scouting
- Francesco Farina - Responsabile settore giovanile
- Salvatore Calaminici - Responsabile attività di base

### Sponsor
Di seguito la cronologia di fornitori tecnici del Crotone.
| Cronologia degli sponssor tecnici - 1978-1979 Admiral - 1979-1987 ? - 1987-1991 Top 87 - 1991-1993 ? - 1993-1995 Clamar - 1995-1996 Asics - 1996-1997 Legea - 1997-2005 Devis - 2005-2008 Zeus Sport - 2008-2009 Zeus Sport/Devis - 2009-2010 Onze - 2010- Zeus Sport |

### Impegno nel sociale
Il Crotone è molto attivo anche per quanto riguarda l'impegno nel sociale. Nella stagione 2013-2014, in occasione delle sfide contro il Trapani e il Palermo, la società rossoblù ha indossato una divisa speciale con lo stemma decorato da un albero natalizio dorato. Sempre in oro erano i dettagli della partita con la data e il main sponsor. Tutte le divise verranno battute all'asta su eBay con un importo iniziale di 50 euro e l'intero ricavato sarà devoluto alla Mensa dei poveri Padre Pio di Crotone. La mensa, gestita da oltre 40 volontari, accoglie ogni giorno a pranzo centinaia di persone ed è un punto di riferimento per le famiglie bisognose e gli extracomunitari.
Il 20 gennaio 2016 i rossoblù sono stati all'Istituto Nautico per parlare di integrazione sociale. Questa è un'iniziativa della Lega Serie B chiamata “Un giorno per la nostra città”, realizzato in collaborazione con l'ANCI (Associazione Nazionale Comuni Italiani) e con il patrocinio di AIC (Associazione Italiana Calciatori) e AIAC (Associazione Italiana Allenatori Calcio) che prevede che ognuna delle 22 Società dedichi un giorno al mese alla propria città, volta a rafforzare i legami tra le Società di calcio e il tessuto sociale.

### Settore giovanile
Il settore giovanile del Crotone è formato da tre squadre maschili partecipanti ai campionati nazionali (Primavera, Under 17 A/B, Under 15). Nel 2006 è stata fondata da Gino Porchia (responsabile del settore giovanile del club) l'Academy, un progetto mirato a fornire ai suoi giovani atleti i mezzi migliori per esaltare il proprio talento, impegnando le energie dei componenti lo staff a dare a tutti l'opportunità di ricevere gli input necessari all'interno di questo progetto, nel 2016 la primavera esordisce nel torneo di Viareggio, nel 2019 l'under 15 vince la fase regionale del campionato nazionale femminile.

### Sezione femminile
Nell'estate del 2020, la società costituisce la propria sezione femminile dopo aver rilevato il titolo sportivo dell'A.S.D. Calcio Femminile Catanzaro, partendo dal campionato di Serie C 2020-2021. Milita nel medesimo campionato anche nella stagione 2021-2022. Dal 17 agosto 2021, l'allenatrice è Barbara Nardi, che sostituisce Domenica "Mimì" De Miglio; dal 4 dicembre 2021 il nuovo allenatore è Carlo Cimicata, sostituito nell'estate 2022 da Francesco Ortolini.
Disputa le partite casalinghe allo Stadio Sant'Antonino di Isola di Capo Rizzuto (KR).

## Allenatori e presidenti

### Allenatori
Il primo allenatore straniero nella storia del Crotone è stato Lajos Politzer: dopo aver allenato nel biennio 1936-1938 le giovanili dei pitagorici, nel 1945 passa a guidare la prima squadra in Serie C sino alla stagione 1946-1947, annata in cui sfiorerà la promozione in Serie B. Farà ritorno in Calabria, dove trascorre l'intera stagione 1949-1950, conquistando un ulteriore sesto posto in terza serie. Tornerà un'altra volta in IV Serie nella stagione 1953-1954, nella stagione 1954-1955 mentre ritornerà una quarta e ultima volta con cui nella stagione 1958-1959 vince il Campionato Interregionale, con conseguente promozione in Serie C.
Allenatore indimenticato dall'ambiente crotonese è Antonello Cuccureddu, che conquistò la prima promozione in Serie B con quattro giornate di anticipo, dopo aver vinto la Serie C1 1999-2000. La separazione dai crotonesi avviene l'anno successivo, quando è esonerato dopo alcune giornate venendo sostituito da Giuseppe Papadopulo. Il tecnico di Casale Marittimo, porta i calabresi alla salvezza conquistando il nono posto finale con 53 punti. Nella stagione 2001-2002 il Crotone retrocede all'ultimo posto con soli 25 punti, tornando dopo sole due stagioni in Serie C1, cambiando ben cinque allenatori in stagione: il primo è Antonio Cabrini, poi Francesco Strangio, a partire dall'ottava giornata, Stefano Cuoghi dalla decima alla diciassettesima, Giuseppe Materazzi dalla diciottesima alla trentunesima e Franco Selvaggi fino al termine della stagione.
Nella stagione 2003-2004, è Gian Piero Gasperini a riportare i rossoblù in Serie B dopo due stagioni in terza serie. Verrà esonerato e sostituito da Andrea Agostinelli nel dicembre 2004 per tornare in carica il 20 aprile dell'anno seguente. Dopo il periodo Gasperini, nella stagione 2006-2007 si alternarono Guido Carboni ed Elio Gustinetti, con conseguente retrocessione in Serie C1. Nel biennio in terza serie, nel 2007-2008 Paolo Indiani guida il Crotone ai play-off persi contro il Taranto mentre in Lega Pro Prima Divisione 2008-2009, Francesco Moriero porta i calabresi alla promozione due anni dopo l'ultima volta.
Nella Serie B 2009-2010, il Crotone raggiunge l'ottavo posto in campionato con Franco Lerda in panchina, piazzamento mai raggiunto prima. Il tecnico torinese, lascerà dopo una sola stagione, con il merito di aver lanciato il centrocampista brasiliano Gabionetta. Dal 2012 al 2015 è Massimo Drago, crotonese doc, a entrare nella storia del club stabilendo un nuovo record con la conquista del sesto posto nel campionato 2013-2014, raggiungendo dunque i play-off promozione persi poi contro il Bari. Per la stagione 2015-2016 torna a Crotone da allenatore Ivan Jurić, dopo avervi militato da calciatore dal 2001 al 2006, riuscendo a centrare la promozione in serie A, per la prima volta nella storia della società calabrese. Nella stagione 2016-2017 viene nominato Davide Nicola come nuovo allenatore della prima squadra.
- 1910-1945 ...
- 1945-1947  Lajos Politzer
- 1947-1948  Giuseppe Cutrera
- 1948-1949  Giuseppe Grigoli
- 1949-1950  Lajos Politzer
- 1950-1951  Gino Vianello
- 1951-1952  Mario Andreis
- 1952-1953  Bossi
- 1953-1955  Lajos Politzer
- 1955-1956  Antonio Bacchetti
 Ugo Conti
- 1956-1957  Mario Andreis
- 1957-1958  Egizio Rubino
- 1958-1959  Lajos Politzer
- 1959-1960  Francesco Lamberti
- 1960-1961  Francesco Lamberti
 Piero Pasinati
- 1961-1962  Piero Pasinati
- 1962-1963  Augusto Vaccari
- 1963-1965  Giovanni Zanollo
- 1965-1966  Salvador Gualtieri
- 1966-1967  Giovanni Zanollo
 Salvador Gualtieri
- 1967-1968  Pasquale Morisco
- 1968-1969  Arnaldo Leonzio
 Domenico Pulvirenti
- 1969-1970  Saverio Liotta
 Francesco Lamberti
- 1970-1971  Vinicio Viani
- 1971-1972  Domenico Pulvirenti
- 1972-1973  Omero Tognon
- 1973-1974  Francesco Lamberti
- 1974-1975  Angelo Longoni
- 1975-1977  Gianni Corelli
- 1977-1978  Luciano Pirazzini
 Luigi Maifredi
 Oronzo Pugliese
- 1978-1979  Gianni Corelli
- 1979-1980  Domenico Pulvirenti
- 1980-1981  Domenico Pulvirenti
- 1981-1982  Ammirata
 Mimmo Comito
- 1982-1983  Mario Santececca
- 1983-1984  Franco Scoglio
 Pietro Fontana
- 1984-1985  Alberto Spelta
- 1985-1986  Renzo Sassi
 Stanislao Bozzi
- 1986-1987  Renzo Aldi
- 1987-1988  Renzo Aldi
 Diego Pupo
 Stefano Trevisanello
- 1988-1989  Antonio La Palma
- 1989-1990  Diego Pupo
 Guido Mammi
- 1990-1991  Franco Gagliardi
- 1991-1992  Diego Pupo
 Rino Frisenda
- 1992-1993  Domenico Pulvirenti
 Luciano Mordocco
- 1993-1995  Franco Corigliano
- 1995-1996  Bruno Jacoboni
 Vincenzo Palermo
- 1996-1997  Franco Corigliano
 Bruno Giordano
- 1997-1998  Juan Carlos Morrone
- 1998-1999  Fausto Silipo
 Mario Russo
 Fausto Silipo
- 1999-2000  Antonello Cuccureddu
- 2000-2001  Antonello Cuccureddu (1ª-4ª)
 Giuseppe Papadopulo (5ª-38ª)
- 2001-2002  Antonio Cabrini (1ª-7ª)
 Francesco Strangio (8ª)
 Antonio Cabrini (9ª)
 Stefano Cuoghi (10ª-17ª)
 Giuseppe Materazzi (18ª-31ª)
 Franco Selvaggi (32ª-38ª)
- 2002-2003  Gaetano Auteri (1ª-21ª)
 Luigi De Rosa (22ª-26ª)
 Gaetano Auteri (27ª-34ª)
- 2003-2004  Gian Piero Gasperini
- 2004-2005  Gian Piero Gasperini (1ª-16ª)
 Andrea Agostinelli (17ª-33ª)
 Gian Piero Gasperini (34ª-42ª)
- 2005-2006  Gian Piero Gasperini
- 2006-2007  Elio Gustinetti (1ª-21ª)
 Guido Carboni (22ª)
 Elio Gustinetti (23ª)
 Guido Carboni (24ª-42ª)
- 2007-2008  Paolo Indiani
- 2008-2009  Francesco Moriero
- 2009-2010  Franco Lerda
- 2010-2011  Leonardo Menichini (1ª-17ª)
 Eugenio Corini (18ª-27ª)
 Leonardo Menichini (28ª-42ª)
- 2011-2012  Leonardo Menichini (1ª-23ª)
 Massimo Drago (24ª-42ª)
- 2012-2015  Massimo Drago
- 2015-2016  Ivan Jurić
- 2016-2017  Davide Nicola
- 2017-2018  Davide Nicola (1ª-15ª)
 Walter Zenga (16ª-38ª)
- 2018-2019  Giovanni Stroppa (1ª-9ª)
 Ivan Moschella (10ª)
 Massimo Oddo (11ª-18ª)
 Giovanni Stroppa (19ª-38ª)
- 2019-2020  Giovanni Stroppa
- 2020-2021  Giovanni Stroppa (1ª-24ª)
 Serse Cosmi (25ª-38ª)
- 2021-2022  Francesco Modesto (1ª-10ª)
 Pasquale Marino (11ª-17ª)
 Francesco Modesto (18ª-38ª)
- 2022-2023  Franco Lerda (1ª-24ª)
 Lamberto Zauli (25ª-38ª e play-off)
- 2023-2024  Lamberto Zauli (1ª-27ª)
 Silvio Baldini (28ª-32ª)
 Lamberto Zauli (33ª-38ª e play-off)
- 2024-  Emilio Longo

### Presidenti
Complessivamente, i presidenti noti del Crotone sono stati 14.
Il primo presidente conosciuto ad aver assunto la guida della società è stato Adolfo Asturi, che rimase in carica per 17 anni: dal 1923 al 1940. Dal 1945, per 10 anni è stato presidente Silvio Messinetti fino al 1965, anno in cui arrivò Francesco Pizzuti.
Il presidente più longevo nella storia del Crotone è stato Raffaele Vrenna: prende le redini della squadra nel 1992, conducendola alla prima promozione in Serie B nel 2001. Nella stagione 2008-2009, assume la carica di presidente Salvatore Gualtieri, con Giovanni Vrenna (fratello dell'ex presidente Raffaele) vicepresidente. Sotto la guida di Gualtieri il Crotone riconquisterà la Serie B nella stagione 2009-2010. Dopo il triennio con alla guida Salvatore Gualtieri, nella stagione 2011-2012 è il fratello Giovanni Vrenna ad assumere il ruolo di presidente.
Dopo questa breve parentesi, ritorna alla guida nel 2012 Raffaele Vrenna.
La DDA di Catanzaro a fine 2015, a causa della presunta vicinanza del patron all'omonimo clan mafioso del crotonese, avanza una richiesta di sequestro preventivo dei beni del Presidente che coinvolgerebbe anche l'FC Crotone. La richiesta di sequestro viene rigettata e nelle motivazioni viene spiegato come il Presidente non solo sarebbe estraneo al suddetto clan, ma anzi per i continui rifiuti di collaborazione avrebbe addirittura subito minacce e vessazioni.
- 1910-1923  F. Turano
 A. Lucifero
 Francesco Torromino
 M. Morace
- 1923-1940  Adolfo Asturi
- 1945-1965  Silvio Messinetti
- 1965-1970  Francesco Pizzuti
- 1970-1974  Domenico Campagna
- 1974-1975  Domenico Campagna
 Domenico Merigliano (comm. str.)
- 1975-1979  Domenico Merigliano
- 1980-1981  Silvestro Crugliano
- 1981-1983  Gregorio Ciliberto
- 1983-1984  Giovanni Lucente
- 1984-1987  Silvestro Crugliano
- 1987-1990  Giuseppe Capogreco
- 1990-1991  Franco Morelli
- 1991-1992  Giovanni Lentini
- 1992-2008  Raffaele Vrenna
- 2008-2011  Salvatore Gualtieri
- 2011-2012  Giovanni Vrenna
- 2012-2017  Raffaele Vrenna
- 2017-  Giovanni Vrenna

## Calciatori

### Capitani
- Francesco Galeoto (2009-2010)
- Antonio Galardo (2010-2015)
- Claiton dos Santos Machado (2015-2017)
- Alex Cordaz (2017-2021)
- Ahmad Benali (2021-2022)
- Nahuel Estévez (2022)
- Vladimir Golemić (2022-2023)

### Contributo alle nazionali di calcio
Il primo calciatore del Crotone ad aver fatto parte della nazionale italiana di calcio è stato il difensore Gian Marco Ferrari, convocato dal ct Gian Piero Ventura in occasione dell'amichevole con la selezione uruguaiana e per la partita contro il Liechtenstein (valida per le qualificazioni al campionato del mondo 2018), che non ha giocato. Successivamente è stato convocato dal CT Roberto Mancini, nel maggio 2018, il centrocampista Rolando Mandragora per le amichevoli contro Arabia Saudita, Francia e Paesi Bassi, giocando da titolare contro la Francia.
Per quanto riguarda le selezioni italiane minori, nel 2021 nella nazionale Under-15 sono stati convocati D'Aprile e Lupinacci per il "Torneo di Natale", in quella nazionale Under-16 è stato convocato il difensore Felice Natalino nel 2008; nella nazionale Under-17 Manuel Nicoletti nel 2014; e Gianmarco Cangiano nella nazionale Under-20 Generoso Rossi tra il 1999 e il 2000, l'attaccante Giuseppe Sculli nel 2001, il difensore Antonio Bocchetti nel 2000, il centrocampista Andrea Mazzarani tra il 2009 e 2010 il portiere Daniele Padelli nel 2006, Giovanni Crociata e Federico Valietti nel 2018, Alessandro Tripaldelli e Gabriele Bellodi nel 2019; Rolando Mandragora, Riccardo Marchizza, Niccolò Zanellato, Giuseppe Cuomo, Gian Marco Crespi, Samuele Mulattieri, Simone Canestrelli e Jacopo Sassi hanno vestito la maglia della nazionale Under-21 tra il 2018 e il 2025. Vid Belec, Milan Đurić, Valentin Cojocaru, Moussa Diaby, Nicola Nanni, Pedro Pereira, Denis Drăguș e Artemijus Tutyskinas sono stati, invece, convocati da nazionali giovanili estere.
Il difensore macedone Stefan Ristovski, che ha militato nel Crotone nella stagione 2011-2012, ha esordito in nazionale macedone il 10 agosto 2011 nella partita amichevole contro l'Azerbaigian, durante la loro militanza nel Crotone, sono stati convocati anche Djamel Mesbah (Coppa d'Africa con l'Algeria), Aleksandăr Tonev (qualificazione mondiali 2018 con la Bulgaria), Marcus Rohdén (presente nel ritorno della disfatta dell'Italia che venne eliminata dalla Svezia ai play-off per qualificarsi ai Mondiali 2018 ai quali è stato convocato), Nnamdi Oduamadi infine Arlind Ajeti (qualificazioni ai mondiali 2014 e 2018), Stefan Simič, Simy (convocato ai mondiali 2018), Adrian Stoian, Ahmad Benali, Sauli Väisänen, Aristóteles Romero, Arkadiusz Reca, Miloš Vulić, Adam Ounas, Emmanuel Rivière, Ionuț Nedelcearu e Augustus Kargbo.
Inoltre Budimir è stato il primo giocatore che ha vestito la maglia del Crotone in passato ad avere ottenuto una medaglia (di bronzo) ai mondiali di Qatar 2022.
Bernardeschi e Florenzi invece sono gli ex giocatori del Crotone ad aver vinto l'Europeo del 2020.
Mentre Moussa Diaby ha vinto la Nations League del 2021.

## Palmarès

### Competizioni interregionali
- Serie C1: 1

1999-2000 (girone B)
- IV Serie: 1

1958-1959 (girone H)
- Campionato Interregionale: 2

1983-1984 (girone I), 1986-1987 (girone L)
- Serie D: 1

1963-1964 (girone F)
- Campionato Nazionale Dilettanti: 1

1996-1997 (girone I)

### Competizioni regionali
- Coppa Italia Dilettanti Calabria: 1

1994-1995
- Eccellenza: 1

1994-1995
- Promozione: 2

1980-1981, 1993-1994 (girone A)
- Prima Categoria: 2

1979-1980 (girone B), 1991-1992

### Altri piazzamenti
- Serie B

Secondo posto: 2015-2016, 2019-2020
- Serie C

Secondo posto: 2022-2023 (girone C)
- Serie C2

Secondo posto: 1997-1998 (girone C)
- Promozione:

Secondo posto: 1992-1993 (girone B)
- Coppa Italia Serie C:

Semifinalista: 2003-2004
- Supercoppa di Lega di Serie C1

Finalista: 2000
- Coppa Italia Dilettanti:

Semifinalista: 1994-1995 (finalista della Fase Eccellenza)

## Statistiche e record

### Partecipazione ai campionati
| Livello | Categoria                           | Partecipazioni | Debutto   | Ultima stagione | Totale |
| ------- | ----------------------------------- | -------------- | --------- | --------------- | ------ |
| 1º      | Serie A                             | 3              | 2016-2017 | 2020-2021       | 3      |
| 2º      | Serie B                             | 15             | 2000-2001 | 2021-2022       | 15     |
| 3º      | Serie C                             | 28             | 1945-1946 | 2024-2025       | 34     |
| 3º      | Serie C1                            | 5              | 1998-1999 | 2007-2008       | 34     |
| 3º      | Lega Pro Prima Divisione            | 1              | 2008-2009 | 2008-2009       | 34     |
| 4º      | IV Serie                            | 5              | 1952-1953 | 1956-1957       | 14     |
| 4º      | Campionato Interregionale           | 1              | 1958-1959 | 1958-1959       | 14     |
| 4º      | Serie D                             | 1              | 1963-1964 | 1963-1964       | 14     |
| 4º      | Serie C2                            | 7              | 1978-1979 | 1997-1998       | 14     |
| 5º      | Campionato Interregionale - 2ª Cat. | 1              | 1957-1958 | 1957-1958       | 8      |
| 5º      | Campionato Interregionale           | 5              | 1981-1982 | 1986-1987       | 8      |
| 5º      | Campionato Nazionale Dilettanti     | 2              | 1995-1996 | 1996-1997       | 8      |

In 66 stagioni sportive disputate a livello nazionale dopo la Seconda guerra mondiale. I tornei di Serie C includono 7 campionati di Serie C2. Sono escluse le annate post fallimentari 1979/81 e 1991/95, giocate a livello regionale, oltre alla IV Serie paragonabile sempre alla serie C2.

### Partecipazione alle coppe nazionali
| Torneo                          | Partecipazioni | Debutto   | Ultima stagione | Totale |
| ------------------------------- | -------------- | --------- | --------------- | ------ |
| Coppa Italia                    | 22             | 2000-2001 | 2023-2024       | 22     |
| Coppa Italia Semiprofessionisti | 7              | 1972-1973 | 1978-1979       | 22     |
| Coppa Italia Serie C            | 14             | 1984-1985 | 2024-2025       | 22     |
| Coppa Italia di Lega Pro        | 1              | 2008-2009 | 2008-2009       | 22     |
| Supercoppa di Lega di Serie C   | 1              | 1999-2000 | 1999-2000       | 1      |

### Statistiche di squadra
La vittoria per 32-0 contro la Palmese del 20 novembre 1994 rappresenta un record per quanto riguarda la storia dei campionati italiani. Inoltre negli oltre vent'anni di gestione della società calcistica crotonese da parte della famiglia Vrenna, solamente il Göteborg in Europa vanta altrettante vittorie di campionati professionistici e play-off.
Il Crotone è stata la quarta squadra calabrese a raggiungere la seconda serie (dopo il Catanzaro, il Cosenza e la Reggina) e, nel 2016, la terza squadra calabrese a raggiungere la Serie A (dopo il Catanzaro nel 1971 e la Reggina nel 1999).
Il miglior piazzamento di sempre in Serie B è il secondo posto raggiunto nel campionato 2015-2016 (eguagliato nella stagione 2019-2020), che ha permesso ai pitagorici lo storico salto in Serie A. In tale campionato furono diverse le giornate in cui il Crotone era saldamente al comando della classifica; ma nell'ultima giornata perse il primato per una sola lunghezza a vantaggio del Cagliari.
Con 14 stagioni in Serie B all'attivo, il Crotone ha disputato 570 partite nella serie cadetta, di cui 198 vinte, 161 pareggiate e 211 perse. Sono stati 696 i goal realizzati e 719 quelli subiti.
Il Crotone ha inoltre preso parte a 22 edizioni della Coppa Italia, conquistando il miglior piazzamento nelle edizioni 2011-2012, 2015-2016, 2017-2018, 2018-2019, 2021-2022, con il raggiungimento del quarto turno/sedicesimi di finale, a ridosso degli ottavi di finale. A partire dall'edizione 2004-2005, sono state disputate 43 partite, di cui 17 vinte, 5 pareggiate e 21 perse.

### Statistiche individuali

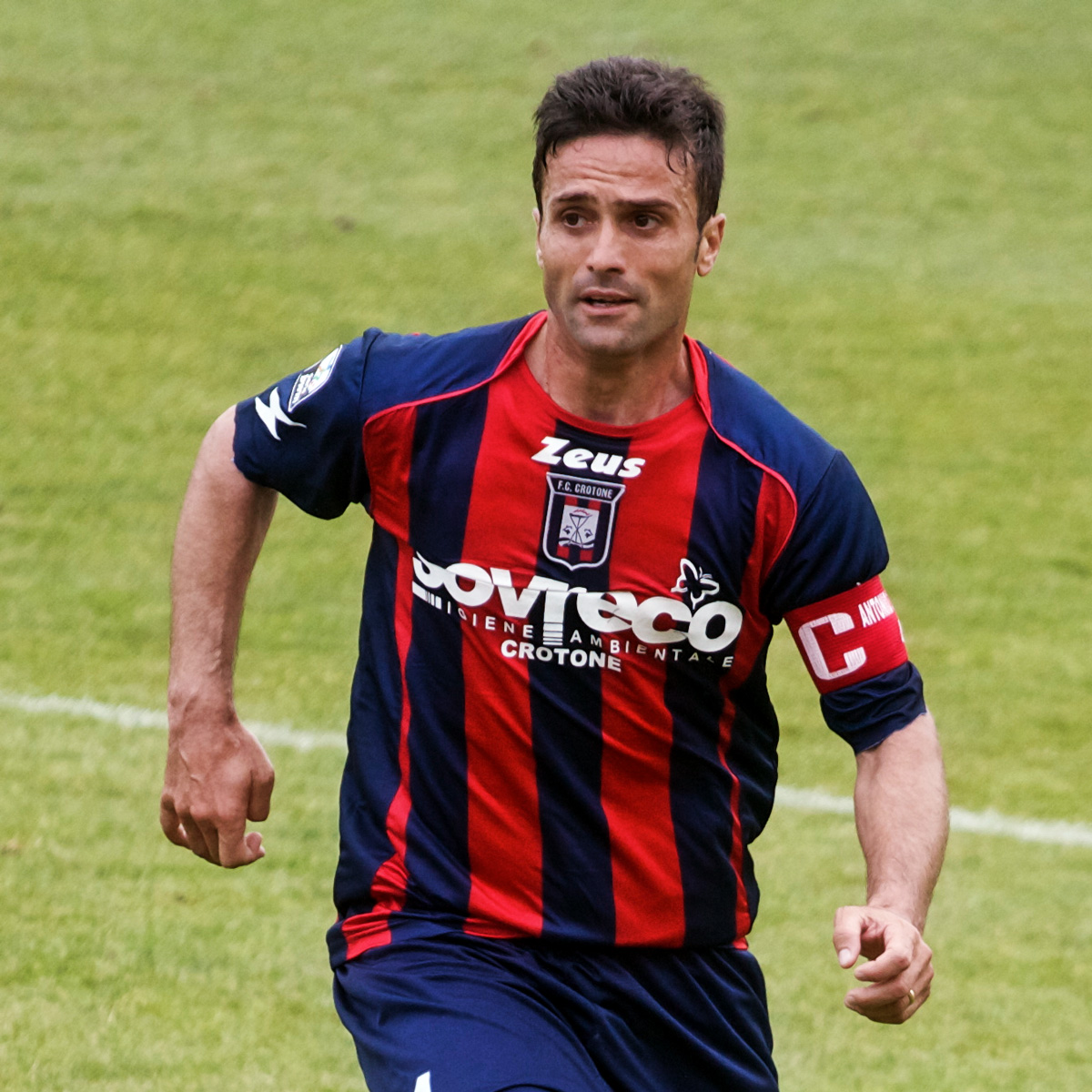
Antonio Galardo, recordman di presenze con i calabresi.

Il calciatore con più presenze nella storia dei Pitagorici è Antonio Galardo, per anni capitano del club, che vanta 401 gare ufficiali dal 1995 al 1998, e dal 2002 al 2015. L'ultima gara giocata da Galardo, è stato l'incontro di Coppa Italia del 9 agosto 2015 contro la FeralpiSalò.
I 28 gol in 31 partite segnati da Andrea Deflorio nella stagione 1999-2000 in Serie C1 rappresentano un record assoluto di marcature per la terza serie italiana. Lo stesso Deflorio è anche il miglior marcatore in Serie C del Crotone ed è stato il miglior marcatore nella storia del Crotone con 54 reti in 103 presenze con una media gol di 0,52, superato da Simy nel marzo 2021.
Simy, segnando 20 reti nella stagione di Serie B 2019-2020 è diventato il marcatore più prolifico del Crotone e il primo calciatore africano a vincere il titolo di capocannoniere di un campionato professionistico italiano.
Di seguito i primi 10 giocatori per presenze e reti dei pitagorici in tutte le competizioni. In grassetto i giocatori ancora militanti in squadra.
Dati aggiornati al 19 aprile 2025.
| Record di presenze - 401 Antonio Galardo (1995-1998, 2002-2015) - 248 Alex Cordaz (2015-2021) - 220 Ezio Scida (1930-1946) - 207 Alfredo Cardinale (1999-2007) - 202 Pietro De Giorgio (2010-2017) - 200 Francesco Rossi (2002-2008) - 196 Roberto Golfarini (1962-1969) - 183 Dino Paolini (1959-1967) - 180 Andrea Barberis (2015-2020, 2024-) - 172 Sandro Porchia (2000-2005) | Record di reti - 66 Simy (2016-2021) - 54 Andrea Deflorio (1999-2002) - 38 Giuseppe Tortora (1981-1982, 1984-1985, 1997-1999) - 36 Marco Tumminello (2017-2018, 2022-2023, 2023-) - 30 Camillo Ciano (2011-2013, 2014-2015) - 28 Caetano Prósperi Calil (2008-2009, 2011-2013) - 27 Denilson Gabionetta (2009-2010, 2011-2013) - 27 Ante Budimir (2015-2016, 2017-2019) - 24 Alessandro Ambrosi (1998-1999, 2000-2001) - 23 Sandro Porchia (2000-2005) |

## Tifoseria
Secondo un'indagine condotta e pubblicata annualmente da due società specializzate in sondaggi e ricerche di mercato, la StageUp e la Ipsos, nella stagione 2020-2021 la squadra poteva contare su un seguito stimato in circa 120 000 tifosi.

### Storia
La tifoseria crotonese, conosciuta anche come "Pitagorica", ha come principale gruppo organizzato la Curva Sud Crotone, nata in seguito alle varie leggi adottate per contrastare il fenomeno ultras in Italia, intorno al 2007. Essa nasce dalle ceneri di Nasty Boys, Crotoniati e Vecchio Stampo, con diverse sezioni sparse in tutta la provincia.
Il tifo organizzato crotonese nasce negli anni 1970, quando nel settore distinti furono costituiti i gruppi Commando Ultrà e Teddy Boys, che poi si fonderanno in un unico gruppo nella stagione 1984-1985; la curva era soprannominata Curva Matta. Negli anni 1980, vi erano altri gruppi che riportavano al Commando come i Fighters. Tra il 1988 e il 1992, il gruppo vede un periodo di crisi dovuto ai pessimi risultati sul campo con conseguente fallimento dell'U.S. Kroton. La svolta avviene agli inizi degli anni 1990 oltre al già noto CUTB si affianca la Fossa Ionica che in seguito diventerà il gruppo portante del tifo crotonese rinominandosi Nasty Boys. In quel periodo sono molti i gruppi attivi che riportano ai Nasty Boys, ed è a seguito di numerose modifiche all'impianto che i supporter rossoblù sposteranno diverse volte la propria postazione passando dai Distinti alla Curva Sud, nella stagione 1999-2000 si sposterà nella Curva Nord e nella stagione 2000-2001, terminati i lavori dell'impianto, si stabilirà definitivamente nell'attuale Curva Sud. Nel 2007 viene stravolto il mondo ultras, i Nasty Boys rimarranno nella sud fino al loro 15º anno di permanenza nel 2011, dopo di che avviene un cambio generazionale.
Altro gruppo organizzato era la Curva Nord, nata dalle ceneri della Gioventù Pitagorica. La Gioventù Pitagorica nasceva nel 1997 e nel 2004 veniva rigenerata come Assenze Arbitrarie passando dalla Curva Sud ai Distinti. Dal 2011 militava in Curva Nord, non aveva un nome preciso, era conosciuto semplicemente come Gruppo della Nord.
La curva sud dello stadio Ezio Scida è intitolata dal 2001 a Giorgio Manzulli, tifoso rossoblù deceduto tragicamente.

### Gemellaggi e rivalità
I principali rapporti di amicizia sostenuti dai supporters crotonesi sono quelli con i tifosi di Catania, Empoli (ex gemellaggio fra i gruppi Gioventù Pitagorica e i toscani Desperados), Cavese, Ancona, Bologna (col gruppo Forever Ultras), Cosenza e con i greci del Panachaiki.
Altre vecchie amicizie, alcune delle quali ancora in essere, con i tifosi di Rende (nel 1984 nacque un gemellaggio grazie al Commando Ultras Teddy Boys), Marsala, Ragusa, Sambenedettese (tra Gioventù Pitagorica e i marchigiani Onda d'urto), Ostuni (negli anni 1980 vi fu un gemellaggio), Leonzio e Lanciano. Recentemente vi è anche un'amicizia duratura con la Virtus Entella, nata al seguito di un ritrovamento di un portafoglio di un tifoso chiavarese da parte di un ultrà pitagorico.
Rivalità forte è quella con i corregionali del Catanzaro. L'incontro è stato caratterizzato spesso da duri scontri fra le frange più calde di tifosi.
Contro la Reggina si gioca invece il cosiddetto "Derby della Magna Grecia". Si è disputato in Serie B a partire dal 2001. La vittoria del Crotone in casa della Reggina, nel 2014, sancì la retrocessione in Lega Pro dei rivali amaranto.
Sentita è anche la rivalità con i campani del Benevento. Altri attriti importanti e degni di nota (alcuni ormai affievoliti) si registrano con i tifosi di Verona, Avellino, Palermo, Juve Stabia, Foggia, Bari, Taranto e Vigor Lamezia (fino a metà degli anni 1980 la rivalità più accesa).

## Organico

### Rosa 2025-2026
Rosa aggiornata al 17 agosto 2025
| N. |                     | Ruolo | Calciatore             |
| -- | ------------------- | ----- | ---------------------- |
| 1  | Italia (bandiera)   | P     | Davide Merelli         |
| 2  | Svizzera (bandiera) | D     | Daniel Leo             |
| 5  | Italia (bandiera)   | D     | Riccardo Cargnelutti   |
| 6  | Italia (bandiera)   | D     | Davide Di Pasquale     |
| 7  | Brasile (bandiera)  | C     | Vinicius               |
| 8  | Italia (bandiera)   | C     | Riccardo Stronati      |
| 9  | Italia (bandiera)   | A     | Guido Gómez (capitano) |
| 11 | Italia (bandiera)   | A     | Jacopo Murano          |
| 12 | Italia (bandiera)   | P     | Antonio Pio Martino    |
| 13 | Italia (bandiera)   | D     | Nicolò Armini          |
| 16 | Italia (bandiera)   | C     | Andrea Gallo           |
| 18 | Italia (bandiera)   | A     | Enrico Piovanello      |
| 19 | Italia (bandiera)   | A     | Fabrizio Marazzotti    |
| 21 | Italia (bandiera)   | C     | Mattia Sandri          |
| 23 | Italia (bandiera)   | D     | Filippo Groppelli      |
| 25 | Italia (bandiera)   | D     | Walter Guerra          |
| 27 | Italia (bandiera)   | A     | Matteo Maggio          |
| 28 | Italia (bandiera)   | D     | Cristian Andreoni      |

| N. |                    | Ruolo | Calciatore              |
| -- | ------------------ | ----- | ----------------------- |
| 38 | Italia (bandiera)  | C     | Thomas Schirò           |
| 61 | Italia (bandiera)  | P     | Andrea Sala             |
| 72 | Italia (bandiera)  | D     | Niccolò Cocetta         |
| 77 | Italia (bandiera)  | A     | Michele Vrenna          |
| 80 | Italia (bandiera)  | C     | Kevin Bruno             |
| 96 | Italia (bandiera)  | A     | Marco Zunno             |
|    | Italia (bandiera)  | P     | Francesco Pio D'Alterio |
|    | Italia (bandiera)  | D     | Giovanni D'Aprile       |
|    | Italia (bandiera)  | D     | Andrea Rispoli          |
|    | Croazia (bandiera) | C     | Jurica Jurčec           |
|    | Italia (bandiera)  | C     | Giuseppe Terrasi        |
|    | Italia (bandiera)  | A     | Mario Aprea             |
|    | Italia (bandiera)  | A     | Andrea Buonaccorsi      |
|    | Italia (bandiera)  | A     | Raffaele Cantisani      |
|    | Italia (bandiera)  | A     | Gesualdo Napolitano     |
|    | Italia (bandiera)  | A     | Federico Ricci          |
|    | Italia (bandiera)  | A     | Giuseppe Sinopoli       |
|    | Italia (bandiera)  | A     | Marco Tumminello        |

### Staff tecnico
Dal sito Internet ufficiale della società:
Staff tecnico
- Emilio Longo - Allenatore
- Vincenzo Migliaccio - Allenatore in seconda
- Francesco Favasuli - Collaboratore tecnico
- Stefano Corno - Match analyst
- Nicola Barasso - Preparatore dei portieri
- Pietro La Porta - Preparatore atletico
- Roberto Parisi - Preparatore atletico
- Gregorio Allevato - Team manager

Area medica
- Francesco Polimeno - Responsabile sanitario
- Domenico Agresti - Medico sociale
- Loris Broccolo - Medico sociale
- Andrea Demeco - Medico sociale
- Armando Cistaro - Fisioterapista
- Antonio Sessa - Fisioterapista